# Liste der Kulturdenkmale in der Bahnhofsvorstadt (Plauen)

Lage des Stadtteils Bahnhofsvorstadt in Plauen

In der Liste der Kulturdenkmale in der Bahnhofsvorstadt sind die Kulturdenkmale des Plauener Stadtteils Bahnhofsvorstadt verzeichnet, die bis September 2024 vom Landesamt für Denkmalpflege Sachsen erfasst wurden (ohne archäologische Kulturdenkmale). Die Anmerkungen sind zu beachten.
Diese Aufzählung ist eine Teilmenge der Liste der Kulturdenkmale in Plauen.

## Liste der Kulturdenkmale in der Bahnhofsvorstadt
| Bild                                    | Bezeichnung | Lage                                               | Datierung | Beschreibung | ID       |
| --------------------------------------- | --- | -------------------------------------------------- | --- | --- | -------- |
| Weitere Bilder                          | Albertplatz: Parkanlage mit Plastik „Der befreite Mensch“ | Albertplatz (Karte)                                | 1985 (Statue)                                                                                                   | Bildwerk von Johannes Schulze, städtische Parkanlage des 19. Jahrhunderts, nach Beendigung des 2. Weltkriegs grundlegend überformt, künstlerisch und gartenhistorisch von Bedeutung | 09302842 |
|                                         | Mietshaus in geschlossener Bebauung | Annenstraße 14 (Karte)                             | 1898 | Historisierende Fassade der Stadterweiterung um 1900, baugeschichtliche und ortsentwicklungsgeschichtliche Bedeutung. Dreigeschossig, gelbe Klinkerfassade, fünf Achsen, fünf Gauben mit Schwebegiebeln und Walmdach, Haus Satteldach, T-Fenstersprossung, zweiflüglige Haustür, Fenster im ersten Obergeschoss verändert, Sockelbereich roter Klinker, Gurtgesimse, kräftiges Kranzgesims mit Zahnschnitt, waagerechte Fensterverdachungen mit figürlichen Verzierungen. | 09246088 |
|                                         | Wohn- und Geschäftshaus (mit zwei Hausnummern) in offener Bebauung | Annenstraße 21, 23 (Karte)                         | 1904 | Repräsentativer, architektonisch qualitätvoller Bau mit aufwendiger Fassadengestaltung zwischen Neobarock und deutscher Renaissance, baugeschichtliche und ortsgeschichtliche Bedeutung. Dreigeschossiger Putzbau auf unregelmäßigem Grundriss, mit Porphyr-Gestaltungselementen (Erker, Fenster- und Türgewände), mit ausgebautem Dachgeschoss in Form eines dominanten geschweiften Frontgiebels, Sockel Bossenquaderung, zweigeschossiger polygonaler Eckerker mit Porphyrverzierungen, kleiner halbrunder eingeschossiger Erker, sowohl rundbogige Fenster als auch solche mit geradem Sturz, Fenstersprossung im originalen Sinne, Balkone, Vergitterungen. | 09246089 |
|                                         | Mietshaus in geschlossener Bebauung | Annenstraße 33 (Karte)                             | 1897 | Historisierender Klinkerbau, baugeschichtliche und ortsentwicklungsgeschichtliche Relevanz. Dreigeschossig, fünf Achsen, orangerote Klinkerfassade mit hell gestrichenen Stuckelementen kräftig abgesetzt (Gurtgesimse, Bekrönungen der gerade verdachten, im zweiten Obergeschoss segmentbogigen Fenster, Ecklisenen, profiliertes Traufgesims), die zentralen Fenster mit Abschlüssen in Form von Dreiecksgiebeln, mit Löwenköpfen, sonst mit floraler Ornamentik, Tür verändert, T-Sprossung der Fenster im originalen Sinne, aber aus Kunststoff, Mansarddach mit fünf Gauben, im Sockelgeschoss ursprünglich vermutlich gewerbliche Nutzung. | 09246090 |
|                                         | Mietshaus in geschlossener Bebauung in Ecklage | Annenstraße 35 (Karte)                             | 1900 | Für die Stadterweiterung um 1900 typischer, vergleichsweise aufwendig gestalteter Klinkerbau von baugeschichtlichem Wert. Dreigeschossiger Klinkerbau mit Putzsockel, einachsige abgeschrägte Ecke mit pyramidenbekröntem Ausbau des Mansarddaches (2-1-2 Achsen), ansonsten fünf und vier Achsen, die roten Klinkerwände ornamental mit hell gestrichenen Stuckelementen abgesetzt (Fensterrahmungen und - bekrönungen in Form gebrochener Bögen, Gurtgesimse, profiliertes Traufgesims), Erdgeschoss Rundbogenfenster, ansonsten gerade verdacht, Galgensprossung im Sinne des Originals, aber Kunststofffenster, großer Eingang an der Seite der längeren Fassade. | 09246091 |
|                                         | Plastik und Mauer | August-Bebel-Straße (Karte)                        | Um 1950/1955 | Spielende Kinder mit Hund auf mit Naturstein verkleidetem Sockel, davon ausgehend niedrige Begrenzungsmauer auf halbrundem Grundriss; DDR-Kunst im öffentlichen Raum und Teil des Gestaltungsprogramms des Wismut-Wohnungsbaus der frühen 1950er-Jahre am Nordrand des gründerzeitlichen Stadterweiterungsgebietes | 09247799 |
| Weitere Bilder                          | Wohnhauszeile (mit vier Eingängen) | August-Bebel-Straße 2, 4, 6, 8 (Karte)             | 1954 | Qualitätvolle typische Architektur der 1950er-Jahre, baugeschichtlicher, städtebaulicher und sozialgeschichtlicher Wert. Zweigeschossiger Putzbau, im Erdgeschoss (Ladenzone) mit Putznutung, die Eingänge hervorgehoben mit waagerechter Verdachung und Halbpfeilern, die Türen aus der Erbauungszeit, zweiflügelige sprossengeteilte Türen mit Oberlicht und Ziergitter, Natursteinfenstereinfassungen, ebenso im Obergeschoss Natursteineinfassungen und Fenstergruppen optisch auch durch Putzfelder zusammengefasst, über kräftigem Gurtgesims Mezzaningeschoss, darüber flaches Walmdach ohne Ausbauten, qualitätvolles Beispiel für die Architektur der 1950er-Jahre und städtebaulich wichtig. | 09247797 |
|                                         | Wohnhaus (mit zwei Eingängen) | August-Bebel-Straße 10, 12 (Karte)                 | 1953 (Nr. 12, Wohnhaus), 1955 (Nr. 10, Wohnhaus)                                                                | Qualitätvolles Beispiel der DDR-Architektur der 1950er-Jahre, von städtebaulicher und baugeschichtlicher Bedeutung. Zweigeschossig, im mittleren Teil Tordurchfahrt auf Pfeiler gestützt, Erdgeschoss Putznutung, Sockel mit Fliesen verkleidet, die Hauseingänge mit kleiner zweiläufiger bzw. einläufiger Treppe und typischem Treppengeländer aus der Erbauungszeit, zweiflügelige sprossengeteilte Holztüren original erhalten, Eingangsbereich hervorgehoben durch Pfeiler und Gebälk, Gurtgesims, die Fenster alle eingefasst mit Natursteingewänden, die Treppenhäuser als Risalit hervorgehoben, längsrechteckige Treppenhausfenster mit kleinem französischen Gitter, über weiterem Gurtgesims Mezzaningeschoss, flaches Walmdach ohne Ausbauten. | 09247798 |
|                                         | Wohnhauszeile (mit drei Eingängen) | August-Bebel-Straße 14, 16, 18 (Karte)             | 1953 | Qualitätvolles Beispiel der DDR-Architektur der 1950er Jahre, von städtebaulicher und baugeschichtlicher Bedeutung. Gleiche Gestaltung wie die anderen Gebäude z. B. August-Bebel-Straße 10 und 12. | 09247800 |
|                                         | Wohn- und Geschäftshaus in geschlossener Bebauung | Bahnhofstraße 4 (Karte)                            | 1889 | Mit leichten Veränderungen, bedeutsam für das Ortsbild, baugeschichtliche Bedeutung. Zweigeschossige Erdgeschoss-Ladenzone mit Natursteinverkleidung, zentralem Rundbogenportal, zweiflügeliger Haustür mit Oberlicht, durch stark profiliertes Gesims getrennt von den beiden Obergeschossen aus orangem Klinker, hier T-gesprosste Fenster mit ädikulenartiger Sandsteinrahmung, das größer dimensionierte oberste Geschoss wurde nach 1945 aufgestockt und wiederholt die Gliederung in vereinfachter Weise, flaches Satteldach. | 09245760 |
|                                         | Straßenfassade eines Wohn- und Geschäftshauses | Bahnhofstraße 8 (Karte)                            | 1902 | Architektonisch qualitätvoll, Einflüsse von deutscher Renaissance, von bildprägender Bedeutung. Viergeschossige Sandsteinfassade, im Erdgeschoss gestockt, Ladenzone, über zentralem rundbogigen Eingang zweigeschossiger polygonaler Erker, im dritten Obergeschoss mit Balkon endend, zentraler Frontgiebel mit Voluten. Das Haus wurde in den 1990er Jahren hinter der Fassade komplett neu aufgeführt. | 09245759 |
|                                         | Wohn- und Geschäftshaus in geschlossener Bebauung | Bahnhofstraße 12 (Karte)                           | 1915 | Architektonisch qualitätvoll gestaltetes Gebäude mit leichten Veränderungen, bildprägend. Viergeschossiger Putzbau, fünf Achsen, zentraler Erker im zweiten Obergeschoss mit Kragsteinen, Lisenengliederung, mehrfach horizontal durch Gesimse gegliedert. Das Dach fehlt, Ladenzone im Erdgeschoss modernisiert und verändert. | 09245756 |
|                                         | Wohn- und Geschäftshaus in geschlossener Bebauung | Bahnhofstraße 14 (Karte)                           | 1904 | Architektonische Qualität, nach Kriegszerstörung vereinfacht wieder aufgebaut, mit bildprägender Wirkung. Ladenzone Erdgeschoss, jugendstilig ornamentierte Eingänge (Köpfe, Ranken), über dem Haupteingang auf Kragsteinen ein die Fassade prägender, dreigeschossiger rechteckiger Erker, der in Zwiebeldach ausläuft, die unteren beiden Geschosse durch angedeutete Werksteingliederung zusammengefasst, die beiden oberen Geschosse heute mit heller Putzfassade, französisches Dach mit Ausbauten. | 09245755 |
|                                         | Wohn- und Geschäftshaus in geschlossener Bebauung | Bahnhofstraße 16 (Karte)                           | 1906 | Architektonisch qualitätvoll gestaltetes Gebäude von ortsbildprägender Wirkung, baugeschichtliche und ortsentwicklungsgeschichtliche Bedeutung. Zweigeschossige Ladenzone, dort prägende große korbbogige Schaufenster mit Sprossenteilung der Oberlichter, insgesamt viergeschossige elegante Sandsteinfassade, vertikal geteilt durch halbrunden zweigeschossigen Erker mit flankierenden Balkons, T-sprossige Fenster ohne Gewände und Faschen, Traufgesims mit jugendstiliger Ornamentik, der Ausbau des französischen Daches gipfelt in großem neobarocken, segmentbogigen Giebel mit Aufbauten. | 09245753 |
|                                         | Wohn- und Geschäftshaus in geschlossener Bebauung | Bahnhofstraße 18 (Karte)                           | 1907 | Repräsentatives, architektonisch qualitätvolles Gebäude von ortsbildprägender Wirkung, baugeschichtliche und ortsentwicklungsgeschichtliche Bedeutung. Sandsteinverkleidete elegante viergeschossige Fassade, gegliedert durch zwei halbrunde, flach vorkragende zweigeschossige Erker, überhöht mit segmentbogigen Giebeln in der Dachzone, mit Balkonen, Fenster mit Sprossenteilung der Oberlichter, zweigeschossige Ladenzone, Schaufenster im ersten Obergeschoss original erhalten. | 09245752 |
|                                         | Wohn- und Geschäftshaus in geschlossener Bebauung | Bahnhofstraße 19 (Karte)                           | 1906 | Repräsentatives, architektonisch qualitätvolles Gebäude mit Neorenaissanceelementen, von bildprägender Wirkung, u. a.baugeschichtliche Bedeutung. Viergeschossiger Putz- und Werksteinbau, anscheinend Stahlskelettkonstruktion, zweigeschossige Ladenzone zum Teil noch mit aufwendig und kleinteilig gesprossten Fenstern, Abschluss der Zone durch Balustrade, im dritten und vierten Obergeschoss flacher dreiachsiger Erker, endend in Frontgiebel mit Segmentbogenabschluss, sachlich und klar gegliederter Bau. | 09245754 |
|                                         | Wohn- und Geschäftshaus in geschlossener Bebauung | Bahnhofstraße 20 (Karte)                           | 1904 | Großstädtisch gestaltetes, neobarock und jugendstilig beeinflusstes Gebäude, von bildprägender Wirkung und baugeschichtlicher Bedeutung. Viergeschossiger sandsteinverkleideter Bau, davon zwei (zum Teil veränderte) Geschäftsetagen, obere zwei Geschosse mit originalen Fenstern, diese mit Sprossenteilung der Oberlichter, bis zum dritten Obergeschoss reichender flacher Erker als Quasi-Mittelrisalit und in Balkon mit Balustrade endend, die Seiten bekrönt durch zwei neobarocke, reich verzierte Zwerchgiebel, rotes Satteldach. | 09245751 |
|                                         | Wohn- und Geschäftshaus in geschlossener Bebauung, später Bank für Handel und Industrie | Bahnhofstraße 36 (Karte)                           | 1907 | Von bildprägender Wirkung und u. a. baugeschichtlicher Bedeutung. Viergeschossig, sechs Achsen, in oberen zwei Geschossen mit dominantem Voluten-Zwerchgiebel reich verziert, Sandsteinverkleidungen mit ornamentalen und figuralen Verzierungen, die zwei unteren Geschosse heller und zurückhaltend gestaltet. Seit den 1930er-Jahren Salamander Schuhladen, Ladenzone mit Sandsteinverkleidung 1993 verändert, aber dem Altbau gut angepasst, zu Erdgeschoss gehört Zwischengeschoss, Bankeinbau 1921 von Zapp & Basarke für Bank für Handel und Industrie, weiterer Geschäftseinbau 1936. | 09245747 |
| Weitere Bilder                          | Ehemalige Dresdner Bank, heute Bankgebäude der Hypo-Vereinsbank | Bahnhofstraße 38, 40 (Krausenstraße 1, 1a) (Karte) | 1923 | Repräsentatives Bankgebäude in dafür typischen Formen der Neorenaissance, baugeschichtlich bedeutsam und von bildprägender Wirkung. Ecklage, geschlossene Bebauung, fünfgeschossig, im fünften Geschoss um 1970 nachträglich Dachausbau, im Erdgeschoss rundbogige Fenster und Rundbogenportal, figurale Verzierungen über Fenstern und Tür, Sandsteinquaderung im Erdgeschoss, kräftig hervortretendes Gesims, Fassade Sandsteinverkleidung, kannelierte Kolossalsäulen mit ionischen Kapitellen den drei Obergeschossen vorgelagert, originale Fensterverdachungen, Reliefs bei mittleren Fenstern, Hausecke rundbogig ausgeführt, ursprünglich Mansarddach. Über Eingang in rundbogigem Fenster Plastik: weibliche Figur mit Füllhörnern, weiterhin Reliefs u. a. Bauschmuck: Darstellung Waage, Krebs, Erker mit Balustrade, (zwei weitere Plastiken fehlen). Weiterer Hauseingang in Seitenstraße, auch über Erker in Seitenstraße Plastiken, sinnbildliche Darstellung der Wirtschaftskraft der Stadt. | 09245746 |
| Weitere Bilder                          | Wohnhaus (mit zwei Eingängen) | Bahnhofstraße 58, 60 (Karte)                       | 1953 | Architektonisch qualitätvolles Gebäude der 1950er-Jahre, von großer städtebaulicher Bedeutung. Hauseingänge und Erdgeschoss gestalterisch betont, Balkons mit originalen Gittern, Putzfassade, zeittypische, provinzielle Zierelemente, originale Dachgestaltung, wichtig auch aus städtebaulicher Sicht durch Sichtbeziehung vom Hauptbahnhof aus. | 09245743 |
|                                         | Mietvilla mit Garten und Einfriedung | Bärenstraße 2 (Karte)                              | 1886 | Architektonische Qualität, baugeschichtliche und ortsentwicklungsgeschichtliche Bedeutung. Zweigeschossiger gelber Klinkerbau auf unregelmäßigem Grundriss, Mansarddach mit Ausbauten, gestaltend wirken der schräg gestellte Eckturm mit Pyramidendach und ein welsch gegiebelter breiter Seitenrisalit, kräftiges gekröpftes Gurtgesims, verschiedene leichte Bauveränderungen, Fenster im originalen Sinne gesprosst. Einfriedung: schmiedeeiserner Zaun mit schönem Tor. | 09245949 |
|                                         | Mietvilla mit Resten der Einfriedung | Bärenstraße 4 (Karte)                              | 1893 | Aufwendig gestaltete Klinkervilla von baugeschichtlicher und ortsentwicklungsgeschichtlicher Bedeutung. Zweigeschossiger orangeroter Klinkerbau mit roten Klinkerbändern, Fenster von Sandsteinelementen gerahmt und von waggerechten Gebälken bekrönt, Mansarddach über stark verkröpftem Gesims, Mansarddach mit Ausbauten. | 09301755 |
|                                         | Mietshaus in geschlossener Bebauung | Bärenstraße 7 (Karte)                              | 1891 | Historisierender Mietshausbau der kaiserzeitlichen Stadterweiterung, baugeschichtliche Bedeutung. Teil eines geschlossenen Straßenzuges ähnlicher Gestaltung, dreigeschossiger gelber Klinkerbau mit fünf Achsen, ornamental mit Sandstein (Traufe und Gesimse) und Stuck (segmentbogige Fensterbekrönungen) abgesetzt, weitere Gliederung durch geklinkerte Kolossalpilaster, Erdgeschoss durch Rustikabänder, seitlicher Eingang mit originaler Haustür, Satteldach mit fünf stehenden Gaupen. | 09245954 |
|                                         | Mietshaus in geschlossener Bebauung | Bärenstraße 9 (Karte)                              | 1893 | Entworfen von Ernst Kürschner für sich selbst; historisierender Mietshaus- und Spekulationsbau der kaiserzeitlichen Stadterweiterung, Teil eines geschlossenen Straßenzuges ähnlicher Gestaltung. Dreigeschossiger und fünfachsiger Mietshausbau mit orangeroter Klinkerfassade, abgesetzt mit ornamentaler Putzgestaltung (Sockel, verschiedene Fensterbekrönungen, Gurtbänder, Traufgesims), Fenster im originalen Sinn, schöne originale Haustür, fünf stehende Gaupen aus jüngerer Zeit. | 09245955 |
|                                         | Mietshaus in geschlossener Bebauung | Bärenstraße 11 (Karte)                             | 1893 | Historisierender Mietshausbau der kaiserzeitlichen Stadterweiterung, baugeschichtlich von Bedeutung. Dreigeschossiger und fünfachsiger Miethausbau mit gelber Klinkerfassade, ornamental mit orangerotem Klinker abgesetzt, Putzgestaltung (Sockel, Gurtgesims, verschiedene Fensterbekrönungen, Erdgeschoss-Fenster segmentbogig, sonst mit geradem Sturz und profilierten Faschen, originale reich verzierte Haustür mit Gittern, 2flügelig mit Oberlicht, Fenster T-gesprosst im originalen Sinn, Teil eines geschlossenen Straßenzuges ähnlicher Gestaltung. | 09245956 |
|                                         | Mietshaus in geschlossener Bebauung | Bärenstraße 14 (Karte)                             | 1897 | Repräsentativer, architektonisch qualitätvoll gestalteter Mietshausbau des Historismus, baugeschichtliche Bedeutung. Dreigeschossiger gelber Klinkerbau mit rotem Sockel, mit dominantem, welsch bekröntem tiefen Mittelrisalit mit Balkon, links davon zwei Achsen verschieden putzbekrönter Fenster (Balkone), rechts davon aufwendig gerahmte Kuppelfenster und der segmentbogige Eingang (zweiflügelige Haustür mit Oberlicht), der Mittelrisalit mit zwei segmentbogigen Fenstern im Erdgeschoss, die Etagen darüber mit Triplefenstern, getrennt durch Balustrade und verzierte Putzspiegel, Satteldach mit 2 Reihen kleiner stehender Gaupen. Innen Stuckdecken, im Treppenhaus Wand- und Deckenmalerei, Karyatiden und Sockel aus bemalten Kacheln, Wohnungstüren im Glasteil graviert. | 09245952 |
|                                         | Mietshaus in geschlossener Bebauung mit Resten der Einfriedung | Bärenstraße 16 (Karte)                             | 1897 | Reich gegliederter Mietshausbau des kaiserzeitlichen Historismus, u. a. baugeschichtlich von Bedeutung. Dreigeschossiger gelber Klinkerbau mit dominantem polygonalem Mittelrisalit (endend in Balkon mit schmiedeeisernem Gitter und überhöht durch Neorenaissancegiebel), orangeroter Klinkersockel, Erdgeschoss mit Segmentbogenfenstern, in den anderen Geschossen die Fenster mit geradem Sturz, reichhaltige, zum Teil ornamentale Putz- und Stuckbekrönung der Öffnungen, Mansarddach mit stehenden Gaupen, Erdgeschoss mit Wintergarten auf der Eingangsseite, darüber zweigeschossige offene Holzkonstruktion, die Fenster mit T-Sprossung im originalen Sinne. Innen: im Treppenhaus Sockel aus Ornamentkacheln, Wandmalereien. | 09245953 |
|                                         | Mietshaus in geschlossener Bebauung | Eugen-Fritsch-Straße 17 (Karte)                    | 1899 | Historisierendes Gebäude der zeitgenössischen Stadterweiterung, u. a. von baugeschichtlicher Bedeutung. Dreigeschossiges und sechsachsiges Klinkergebäude plus ausgebautes Sockelgeschoss, dort seitlicher Eingang mit zweiflügeliger Haustür mit Oberlicht, erstes Vollgeschoss mit rundbogigen Öffnungen, diese mit starkem ornamentalen Stuckrelief gerahmt, ähnliches wiederholt sich im Hauptgeschoss darüber, nur dass die Öffnungen gerade verdacht sind und bekrönt durch starke Dreiecks- sowie Sementbogengiebeln, sehr flach akzentuierter, durch Backstein-Lisenenband geprägter Mittelrisalit, der von Dachhaus überfangen wird. | 09246071 |
|                                         | Mietshaus in geschlossener Bebauung | Eugen-Fritsch-Straße 19 (Karte)                    | 1900 | Zeittypischer historisierender Bau der kaiserzeitlichen Stadterweiterung, von baugeschichtlicher Bedeutung. Dreigeschossiger fünfachsiger Klinkerbau mit hohem Sockelgeschoss, Eingang mit zweiflügeliger oberlichtiger Haustür schließt Hochparterre mit ein, Hochparterre mit rundbogigen Fenstern (Konsolsteine und Köpfchen), darüber zwei Geschosse mit geraden Verdachungen, im mittleren durch stark reliefierte Stuckbekrönungen betont, kräftig profiliertes Traufgesims, stehende Gaupen, die mittlere als zweiachsiges zentrales Dachhaus mit Sprenggiebel. | 09246072 |
|                                         | Wohn- und Geschäftshaus in Ecklage in geschlossener Bebauung | Eugen-Fritsch-Straße 25 (Kaiserstraße 35) (Karte)  | 1904 | Repräsentativ gestaltetes Gebäude des Späthistorismus, von städtebaulichem und bildprägendem Wert. Viergeschossiger massiver Putzbau, Erdgeschoss großteils durch Putzrustika und Thermenfenster-Anordnung mit Souterrain zusammengefasst, vorkragend darüber drei Wohngeschosse, zusammengefasst durch Vertikalen wie flachen dreiecksgegiebelten Seitenrisalit, einen polygonalen und einen rechteckigen jeweils dreigeschossigen Erker als Betonung der Straßenkreuzung, weiterer polygonaler, in Türmchen auslaufender Kolossalerker, die Putzflächen, besonders diejenigen der Erker, reich verziert durch Spiegel mit vom Jugendstil beeinflusster Ornamentik, die Hausecke zusätzlich betont durch flach abschließenden eingeschossigen Aufbau mit Kuppelfenstern (original?). | 09246074 |
|                                         | Mietshaus in geschlossener Bebauung in Ecklage | Eugen-Fritsch-Straße 36a (Karte)                   | Um 1905 | Mit Laden, Zeugnis der kaiserzeitlichen Stadterweiterung, bildprägende Bedeutung durch Straßeneckbetonung. Viergeschossiger Putzbau mit abgeschraägter Ecke, dort das Sockelgeschoss und Erdgeschoss einbeziehender (Laden-)Eingang, darüber schmucklose drei Geschosse plus eingeschossiger zweiachsiger Eckaufbau (wie die Fassade wahrscheinlich durch Kriegseinwirkung reduziert), interessant beidseitig zweigeschossige Porphyrerker mit gotisierenden Elementen (Tudorbögen, Vorhangbögen), das flache Dach mit je drei stehenden Gaupen. | 09246114 |
|                                         | Mietshaus in geschlossener Bebauung | Eugen-Fritsch-Straße 38 (Karte)                    | 1901 | Entworfen von Architekt und Maurermeister Carl Lorenz für die Eigenvermarktung. Historismus der Stadterweiterung um 1900, baugeschichtliche Bedeutung. Dreigeschossiger heller Putzbau mit gotisierenden porphyrfarbenen Dekorflächen (Gussstein oder überstrichener Naturstein?), als Doppelwohnhaus mit Nr. 40 konzipiert. Erdgeschoss mit leicht spitzbogigen Stabfenstern, Eingang an der rechten Seite aufwendig, Oberlicht extra gerahmt. Über Erdgeschoss Gesims. Die Fenster der Obergeschosse durch gen. Dekor zusammengefasst, Vorhangbögen, Konsolfelder mit Rosetten unter anderem Links aus der Mitte gerückte Achse betont durch Kuppelfenster, hier auch ins zweite Obergeschoss hereinragende Zierfachwerkgestaltung (u. a. geschweifte Andreaskreuze), die in zentralem spitzgiebeligem Dachhaus gipfelt. Die sonstigen Dachausbauten nicht original. | 09246113 |
|                                         | Mietshaus in geschlossener Bebauung | Eugen-Fritsch-Straße 40 (Karte)                    | 1901 | Entworfen von Carl Lorenz für Eigenvermarktung. Historismus der Stadterweiterung um 1900, baugeschichtliche Bedeutung. Dreigeschossiger heller Putzbau mit gotisierenden porphyrfarbenen Dekorflächen (Gussstein oder überstrichener Naturstein?), als Doppelwohnhaus mit Nr. 38 konzipiert. Erdgeschoss mit leicht spitzbogigen Stabfenstern, Eingang an der rechten Seite aufwendig, Oberlicht extra gerahmt. Über Erdgeschoss Gesims. Die Fenster der Obergeschosse durch gen. Dekor zusammengefasst, Vorhangbögen, Konsolfelder mit Rosetten u. a. Zweites Obergeschoss Reste von Zierfachwerkgestaltung (u. a. geschweifte Andreaskreuze), die ursprünglich in zentralem spitzgiebeligem Dachhaus gipfelte (siehe Nr. 38), aber nicht mehr vorhanden ist und durch Nachkriegs-Dachausbauten ersetzt wurde. | 09246112 |
| Weitere Bilder                          | Mietshaus in geschlossener Bebauung | Eugen-Fritsch-Straße 44 (Karte)                    | 1901 | Entworfen von Baumeister Kurt Buchheim für die eigene Vermarktung. Historismus der Zeit um 1900, baugeschichtliche Bedeutung. Dreigeschossiger Putzbau mit baulichen Zitaten der Gotik und Renaissance. Erdgeschoss mit Segmentbogenöffnungen (Schlusssteine), mittiger Eingang, über Erdgeschoss Gurtgesims. In den Obergeschossen die Fenster der Mittelachse gekuppelt und mit aufwendigem Dachhaus (mit Stabwerk und Dreiecksgiebel) überfangen. Dreieckgiebelverdachungen im ersten Obergeschoss, reliefierte Brüstungen der Stabwerksfenster, u. a. mit Zweischneuß. In der Mittelachse großes Putzstuck-Schmuckfeld. | 09246110 |
|                                         | Mietshaus in geschlossener Bebauung | Eugen-Fritsch-Straße 46 (Karte)                    | 1901 | Entworfen von Baumeister Kurt Buchheim für eigene Vermarktung. Historismus der Stadterweiterungszeit um 1900, baugeschichtliche Bedeutung. Dreigeschossiger Putzbau, Erdgeschoss mit bogigen Fenstern (Schlusssteine), zentraler Eingang, über Erdgeschoss Gurtgesims. Die Fenster des ersten Obergeschosses mit Dreiecksbekrönung und ornamentalen Brüstungsfeldern, die Fenster der Mittelachse gekuppelt und ab zweitem Obergeschoss mit Zierfachwerk versehen. Zentrales Dachhaus mit gen. Zierfachwerk und mit Krüppelwalmdach abgeschlossen. | 09246109 |
|                                         | Mietshaus in Ecklage in halboffener Bebauung | Friedensstraße 41 (Karte)                          | 1897 | Straßenbildprägendes Bauwerk in Klinkermischbauweise von baugeschichtlichem Wert. Dreigeschossiger gelber Klinkerbau mit eckbetonendem Dachausbau, Erdgeschoss auf Sockel mit waagerechter Putznutung und Segmentbogenfenstern, beide Obergeschosse gelber Klinker, aufwendige Fenstereinfassungen mit Pilastern, waagerechten Stürzen und gesprengten Segmentbogengiebeln mit Kugeln auf Postamenten, dreigeschossiger Eckerker ab erstem Obergeschoss auf volutenartigen Kragsteinen. | 09247737 |
|                                         | Ehemaliges Geschäfts- und Stickmaschinengebäude, später Geschäftshaus | Friedrich-Engels-Straße 26 (Karte)                 | 1906 | Dreigeschossiger repräsentativer Industriebau von stadtgeschichtlicher und baugeschichtlicher Bedeutung. Dreigeschossiger Massivbau auf hohem Sockel, mit Sandsteinverkleidung, Lisenengliederung und geometrische Ornamente, sechs breite Achsen zur Straße. Bereits Einfluss des Reformstils (sachliche Gestaltung), die großen Fenster lassen auf Stahlskelett schließen, zwei abgeflachte Frontgiebel. 1906 errichtet als Geschäfts- und Fabrikationsgebäude der Firma Ikle (St. Gallen, Paris, London, Paris, Hamburg, Berlin). Erdgeschoss mit Saal für elf Stickmaschinen, im ersten Obergeschoss Saal für elf Stickmaschinen und Handsticker, im zweiten Obergeschoss Arbeitssaal (ab 1920 Stickautomatensaal). Ab 1936 Firma Ikle & Reis, Geschäfts-, Lager- und Kontornutzung, ab 1957 Großhandelskontor für Textilwaren. | 09245961 |
|                                         | Wohn- und Geschäftshaus in geschlossener Bebauung (ehemalige Sächsische Bank zu Dresden), heute Sparkasse | Gottschaldstraße 1 (Karte)                         | 1907 | Das Wohn- und Geschäftshaus wurde 1907 vom Architekten Wunderlich für die Sächsische Bank zu Dresden entworfen, im Giebel findet sich die Datierung 1908. Die Fassade ist im zeitgenössischen repräsentativen Neobarock gestaltet, was auch mit der Bauaufgabe und dem Selbstverständnis des Auftraggebers zusammenhängt. Der dreigeschossige Bau in geschlossener Bebauung hat eine Werk-Sandsteinfassade. Die Erdgeschosszone mit großen Rundbogenfenstern und welsch bekröntem, stark ornamentiertem seitlichem Eingang mit schöner Haustür (weiterer Eingang an der anderen Seite), mittig über Erdgeschoss ansetzender, mächtiger zweigeschossiger, stark vorkragender Rechteckerker (Triplefenster) mit gesprengter Barockbekrönung als vertikale Hausmittelachse, im Dachbereich hinterfangen von ebenso prächtiger geschweifter Freigiebelung mit Wappenkartusche und Vase. In den Obergeschossen rechts und links jeweils zwei Seitenachsen, Fenstersprossung vereinfacht, heute Sparkasse. Baugeschichtliche, ortsentwicklungsgeschichtliche und wirtschaftsgeschichtliche Bedeutung. | 09245749 |
|                                         | Wohn- und Geschäftshaus in Ecklage in geschlossener Bebauung | Gottschaldstraße 1a (Karte)                        | 1911 (Wiederaufbau 1948)                                                                                        | Repräsentatives, straßenbildprägendes Gebäude von baugeschichtlicher und wirtschaftsgeschichtlicher Bedeutung. Architekt Curt Prager für die Sanitätsfirma Gebrüder Wilke. Viergeschossiger und vielachsiger, durch umfangreichen Dachausbau quasi fünfgeschossiger Bau mit heller Werksteinfassade, runde Straßeneckgestaltung mit bekrönender Kuppel, über einer zweizonigen Erdgeschoss-Zone (verändert durch jüngsten Ladeneinbau) zwei reich gegliederte Obergeschosse (Balkone, Balustraden, zwei die Mittelachse flankierende zweigeschossige Rechteckerker, Pilaster kleiner und kolossaler Ordnung mit noch vom Jugendstil beeinflussten Kapitellen), kräftig profiliertes umlaufendes Gesims trennt den ums Rund gezogenen Dachaufbau mit Rundbogengiebeln, darin gequetschte neobarocke Öffnungen), die Fenster mit ihren zeittypischen 5teiligen Oberlichtern gestalten die Fassade mit. | 09245750 |
|                                         | Mietshaus in Ecklage in geschlossener Bebauung | Gottschaldstraße 2a (Karte)                        | 1872 | Mit Laden, gründerzeitliches Mietshaus mit zum Teil noch klassizistischer Anmutung, von bildprägender Wirkung, u. a. baugeschichtliche Bedeutung. Viergeschossiger Putzbau mit voll ausgebautem modernistischem Dachgeschoss jüngster Zeit, Dreiecksgrundriss durch spitz einlaufende Seitenstraße, von der einachsigen, durch Lisenen gerahmte Spitze gehen jeweils sechs Achsen ab, die durch die dezent vor- und zurück springenden Fassaden optisch zu Zweiergruppen zusammengefasst sind, das Erdgeschoss durch kräftiges Gurtgesims abgetrennt, die Fenster mit gerader und einfacher Verdachung, die zurückhaltende Originalfassade noch mit klassizistischer Anmutung. | 09245748 |
|                                         | Mietshaus in Ecklage in geschlossener Bebauung | Haselbrunner Straße 1 (Karte)                      | 1904 | Mit Laden, viergeschossiges, repräsentatives Gebäude in Klinkermischbauweise von baugeschichtlicher Bedeutung. Viergeschossiges Gebäude über Eck mit Putz-Erdgeschoss über rustikalem Sockel, dort segmentbogiger Eingang, die Fenster hier und auch in den beiden Hauptgeschossen sowohl thermenartig als auch als Rundbogenöffnungen, ein kräftiges Gurtgesims und ein schmales Spiegelfeld grenzen die beiden Hauptgeschosse aus orangerotem Klinker ab, welche optisch durch eine kolossale weiße Fensterrahmung (mit angedeuteten Schlusssteinen) und durch Spiegelfelder mit appliziertem Jugendstilornament (Köpfe, Engel, Girlanden, Ranken) zusammengebunden werden, dies geschieht außerdem, jeweils auf Kragsteinen, durch einen flachen Rechteckerker und einen schmaleren, der über Eck gestellt ist und, dreigeschossig, das stark geöffnete Attikageschoss mit einbezieht, die Erker mit Lisenengliederung, über Eck ein zweiachsiger Dachaufbau (reduziert durch Kriegsschäden), kleines französisches Dach mit neuen stehenden Gaupen. Die Vielheit der Gestaltungselemente lässt das Haus leicht überlastet wirken. | 09247186 |
|                                         | Mietshaus in geschlossener Bebauung | Jößnitzer Straße 4 (Karte)                         | 1894 | Dreigeschossiger Klinkerbau von baugeschichtlicher Relevanz. Dreigeschossiger Bau mit gelber Fassade aus glasierten Klinkern, ornamental durch abgesetzte helle Putzelemente gestaltet, Erdgeschoss auf flachem Sockel mit Segmentbogenöffnungen und flachem Mittelrisalit, die beiden Obergeschosse jeweils optisch durch Gurtgesimse angedeutet, zentrale Betonung durch Pilaster zweier Größen, Traufgesims mit Bogenfries, ein zentrales dreiecksgegiebeltes Dachhäuschen, Fenster und Haustüren. erneuert | 09247181 |
|                                         | Bankhaus (Volksbank) | Jößnitzer Straße 5 (Karte)                         | 1929 | Repräsentativer Putzbau mit expressiven Gestaltungselementen der 1920er-Jahre, baugeschichtliche und ortsgeschichtliche Bedeutung. Dreigeschossiger siebenachsiger Bau mit flacher Putzfassade über bossiertem Sockel, Erdgeschoss mit (original vergitterten) Spitzbogenfenstern und rustikalem zentralen Eingang mit aufwändiger Bauskulptur (Putti mit Füllhorn), die Fenster im zeitgenössischen Sinne kleinteilig gesprosst, über zahngeschnittenem Traufgesims leicht vorspringendes Dach mit großen, aber gut proportionierten Ausbauten. | 09247182 |
| Weitere Bilder                          | Bedürfnisanstalt | Kaiserstraße (Karte)                               | Um 1910 | Zweckbau in zeittypischer Gestaltung. Polygonaler Grundriss, Pyramidenhelm mit Laterne, Putzbau mit Fachwerk. | 09246100 |
|                                         | Mietshaus in geschlossener Bebauung | Kaiserstraße 2 (Karte)                             | 1898 | Architektonisch qualitätvoller neobarocker Mietshausbau, baugeschichtliche Bedeutung. Dreigeschossig, fünf Achsen, Erker zweigeschossig in Mittelachse mit polygonaler Grundfläche, roter Klinker, hohes Sockelgeschoss, Tür vermutlich in den 1920er-Jahren verändert, Oberlicht zugesetzt, Fenster gerahmt von Säulen, die Segmentbogenverdachung stützen, dort figurale Verzierungen - Kopfdarstellung - Brüstungen als Balustrade ausgebildet, Vergitterungen aus Erbauungszeit. | 09246117 |
|                                         | Mietshaus in ehemals geschlossener Bebauung | Kaiserstraße 6 (Karte)                             | 1901 | Mit Gaststätte im Erdgeschoss, aufwändige Portal- und Erkergestaltung, baugeschichtliche Bedeutung. Viergeschossig, Mittelachse mit zweigeschossigem Erker auf volutenartigen Kragsteinen, Verkleidung mit porphyrfarbenen Werksteinverkleidung mit floraler Ornamentik, Fensterbrüstungen verziert durch Vierpass, Zweischneuß u. a. gotisierende Schmuckformen, Fenster ursprünglich mit Sprossenteilung der Oberlichter, über Eingang Loggien, ursprünglich mit verzierten Eisengittern, jetzt mit Steinbrüstungen, Türportal aufwändig gestaltet, abschließend mit Dreieckgiebel, in Relieffeld Blumendarstellung und Bienenkorb, zwei Türen mit eingestellter Säule, Oberlicht, ockerfarbige Putzfassade, Fenstereinfassung porphyrfarbig, Putzquaderung im Erdgeschoss. | 09246115 |
|                                         | Wohn- und Geschäftshaus in Ecklage in geschlossener Bebauung | Kaiserstraße 35 (Eugen-Fritsch-Straße 25) (Karte)  | 1904 | Repräsentativ gestaltetes Gebäude des Späthistorismus, von baugeschichtlichem Wert und bildprägender Wirkung. Viergeschossiger massiver Putzbau, Erdgeschoss großteils durch Putzrustika und Thermenfenster-Anordnung mit Souterrain zusammengefasst, vorkragend darüber drei Wohngeschosse, zusammengefasst durch Vertikalen wie flachen dreiecksgegiebelten Seitenrisalit, einen polygonalen und einen rechteckigen jeweilsdreigeschossigen Erker als Betonung der Straßenkreuzung, weiterer polygonaler, in Türmchen auslaufender Kolossalerker, die Putzflächen, besonders diejenigen der Erker, reich verziert durch Spiegel mit vom Jugendstil beeinflusster Ornamentik, die Hausecke zusätzlich betont durch flach abschließenden eingeschossigen Aufbau mit Kuppelfenstern (original?). | 09246075 |
|                                         | Mietshaus in geschlossener Bebauung | Kaiserstraße 37 (Karte)                            | 1901 | Historisierendes Gebäude mit reich gegliederter Fassade (neobarocke Elemente), baugeschichtliche Bedeutung. Viergeschossiger und siebenachsiger Putzbau, in der unteren Zone nur vier Achsen, hier Erdgeschoss und erstes Obergeschoss optisch verbunden durch Rustika und durch rundbogig endende Triplefenster (Thermenfenster), linke Achse mit Hauseingang (zweiflügelige Haustür), hier im zweiten Obergeschoss ansetzender zweigeschossiger Rechteckerker auf Volutenkragsteinen mit genuteten Lisenen, ansonsten das zweite und dritte Obergeschoss durch Kolossalpilaster und stuckierte Spiegelflächen zusammengefasst, über kräftigem Gesims Dachgeschoss mit rundbogigen Dreierfenstern, über gen. Erker mit Schweifgiebel. | 09246076 |
| Weitere Bilder                          | Wohnhaus (mit zwei Eingängen) | Kaiserstraße 83, 85 (Karte)                        | Um 1955 | Typisches Beispiel der 1950er-Jahre-Architektur, von baugeschichtlicher und städtebaulicher Bedeutung. Gleiche Gestaltung wie August-Bebel-Straße 4, 6, 8, 10, 12, 14, 16, 18, bildet mit diesen einen geschlossenen Wohnhof. | 09247801 |
|                                         | Mietshaus in geschlossener Bebauung | Karlstraße 39 (Karte)                              | Um 1895 | Mit historisierender Fassade, baugeschichtliche und stadtentwicklungsgeschichtliche Bedeutung. Dreigeschossiger gelbder Klinkerbau mit geputztem Erdgeschoss, polygonaler dreigeschossiger Erker vom ersten Obergeschoss bis in Dachraum hineinreichend, Fensterverdachung mit Voluten, im Erdgeschoss Rundbogenfenster und Segmentbogenfenster, originale Vergitterung der Kellerfenster, erneuerte zweiflügelige Haustür mit Oberlicht, stehende Gauben, davon eine betont durch Dreieckgiebel. | 09245957 |
|                                         | Mietshaus in geschlossener Bebauung | Karlstraße 41 (Karte)                              | 1895 | Zeittypischer Stadterweiterungsbau mit historisierender Fassade, entstanden 1895 nach Entwürfen von Wilhelm Aurich für sich selbst. Viergeschossig und sechsachsig, oberstes Geschoss nachträglich aufgesetzt, schlichte gelbe Klinkerfassade, Fensterverdachung durch Dreieckgiebel und waagerechtes Gebälk, Haustür erneuert. Über die baugeschichtliche und stadtentwicklungsgeschichtliche Relevanz hat das Gebäude eine besondere geschichtliche Bedeutung dadurch, dass es nach 1933 als Ghetto für jüdische Bürger („Judenhaus“) genutzt wurde. Dort mussten die noch in Plauen lebenden jüdischen Bürger bis zu ihrer Deportation 1941 zusammengepfercht wohnen. Weitere Judenhäuser existierten in der Karlstraße 10, Karolastraße 80, Pestalozzistraße 67 und Albertstraße 18. | 09245958 |
|                                         | Mietshaus in Ecklage in geschlossener Bebauung | Karlstraße 43 (Karte)                              | 1894 | Bildprägendes und aufwändig dekoriertes Gebäude des Historismus, baugeschichtliche Bedeutung. Dreigeschossiger roter Klinkerbau (mit dunkleren Klinkern ornamental abgesetzt), mit Erdgeschoss in heller Putzrustika (hier Rundbogenfenster), im ersten Obergeschoss setzt, dominant und die Straßenecke betonend, ein bis ins Dachgeschoss reichender dreigeschossiger Rechteck-Putzerker an, bekrönt durch Zwiebelhaube, die beiden Obergeschosse mit gerade verdachten und reich putzgerahmten Öffnungen (Pilaster, kannelierte Halbsäulen, Spiegel, Ranken etc.), das Dachgeschoss über kräftigem Traufgesims mit ebenfalls anspruchsvoll gestalteten Gaupen und zwei den gen. Zwiebelturm flankierenden Klinker-Sprenggiebeln. | 09245959 |
|                                         | Ehemalige Dresdner Bank, heute Bankgebäude der Hypo-Vereinsbank | Krausenstraße 1, 1a (Bahnhofstraße 38) (Karte)     | 1923 | Repräsentatives Bankgebäude in dafür typischen Formen der Neorenaissance, baugeschichtlich bedeutsam und von bildprägender Wirkung. Ecklage, geschlossene Bebauung, fünfgeschossig, im fünften Geschoss um 1970 nachträglich Dachausbau, im Erdgeschoss rundbogige Fenster und Rundbogenportal, figurale Verzierungen über Fenstern und Tür, Sandsteinquaderung im Erdgeschoss, kräftig hervortretendes Gesims, Fassade Sandsteinverkleidung, kannelierte Kolossalsäulen mit ionischen Kapitellen den drei Obergeschossen vorgelagert, originale Fensterverdachungen, Reliefs bei mittleren Fenstern, Hausecke rundbogig ausgeführt, ursprünglich Mansarddach. Über Eingang in rundbogigem Fenster Plastik: weibliche Figur mit Füllhörnern, weiterhin Reliefs u. a. Bauschmuck: Darstellung Waage, Krebs, Erker mit Balustrade, (zwei weitere Plastiken fehlen). Weiterer Hauseingang in Seitenstraße, auch über Erker in Seitenstraße Plastiken, sinnbildliche Darstellung der Wirtschaftskraft der Stadt. | 09245746 |
| Weitere Bilder                          | Gedenktafel aus Metall, ca. DIN-A3-Maße | Krausenstraße 2 (Karte)                            | 1996 | Zum Gedenken an den ermordeten Rechtsanwalt und Notar Dr. Isidor Goldberg (1881–1943), bis 1933 Vorsteher der Israelitischen Religionsgemeinde Plauen und Stadtverordneter der DDP von 1919 bis 1932. An seiner Wohn- und Arbeitsstätte angebracht, geschichtlich von Bedeutung. | 09306309 |
|                                         | Mehrfamilienhaus | Krausenstraße 14a, 16 (Karte)                      | 1934 | Einfluss der gemäßigten klassischen Architekturmoderne, von großem baugeschichtlichen Wert. Fünfgeschossiger und 8achsiger Putzbau mit flachem Walmdach, mit der Idee der Wand als Fläche, die Fenster der zwei Treppenhäuser gestaltende vertikale Bänder, auch sonst erfolgt Gestaltung nur durch Fensteranordnung, als Wohnhof konzipiert, letztes erhaltenes Gebäude aus dieser Erbauungszeit. | 09246087 |
|                                         | Mietshaus in geschlossener Bebauung | Krausenstraße 22 (Karte)                           | Bezeichnet mit 1902                                                                                             | Gebäude des Späthistorismus von baugeschichtlicher Bedeutung. Dreigeschossiger sechsachsiger Bau in Klinker-Putz-Mischbauweise, hoher Sockel (mit Vergitterungen) und Erdgeschoss durch Putzgliederung zusammengefasst, Eingang rechts erstreckt sich über diese beiden Zonen, Erdgeschoss und erstes Obergeschoss mit segmentbogigen Öffnungen, zweites Obergeschoss mit geraden Verdachungen, der florale Zierrat erstreckt sich auch über den Obergeschoss-Klinkerteil der Fassade, hier auch Gestaltung durch Putzlisenen und Spiegel, im ersten Obergeschoss links ansetzender, zweigeschossiger polygonaler Eckerker, im Dachbereich durch großen Rundbogengiebel überfangen, Dachausbauten verändert, Türen und Fenster erneuert, aber Anpassung an ursprüngliche Gestaltung. | 09246086 |
|                                         | Mietshaus in geschlossener Bebauung | Krausenstraße 24, 24a (Karte)                      | 1902 | Repräsentativ gestalteter Putzbau mit Jugendstilverzierungen, baugeschichtliche Bedeutung. Dreigeschossiger Putzbau mit geraden Fensterstürzen, mit zentralem, im ersten Obergeschoss ansetzendem zweigeschossigen Erkerauf kräftigen Konsolsteinen, im Dachbereich durch geschweiften Giebel überfangen, alle Elemente der Fassade reich verziert mit unterschiedlichen Putz- und Stuckstrukturen, großteils vom Jugendstil beeinflusst (Blatt- und Kranzmotive), Haustür vermutlich 1920er-Jahre. | 09246085 |
|                                         | Mietshaus in geschlossener Bebauung | Krausenstraße 26 (Karte)                           | 1905 | Bau des Späthistorismus von baugeschichtlichem Wert auf hohem, dunkel gefärbten Sockelgeschoss (mit kunstvoll vergitterten Öffnungen und bekröntem Portal). Drei hell geputzte Geschosse (Erdgeschoss mit bogigen Öffnungen, sonst gerade Stürze), sechs Achsen, auf kräftigen Konsolen dicht überm Erdgeschoss ansetzender, zweigeschossiger und zweiachsiger, an Renaissanceausluchten erinnernder zentraler Erker, überfangen im Dachbereich von geschweiftem Giebelhaus. | 09246080 |
|                                         | Mietshaus in geschlossener Bebauung | Krausenstraße 27 (Karte)                           | Um 1905 | Späthistorismus mit Jugendstilelementen, baugeschichtliche Relevanz. Dreigeschossiger gelber Klinkerbau, Erdgeschoss auf rotem Sockel in heller Putzgestaltung genutet, hier Rundbogenöffnungen und links großer Eingang über beide Zonen, zweiflügelige Haustür mit Oberlicht und Vergitterung, der Klinker der zwei Obergeschosse von aufwändigen Putzspiegeln mit Jugendstildekor unterbrochen, daher wie Kolossallisenen wirkend, die beiden rechten Achsen durch geschweiften Giebel abgeschlossen. | 09246084 |
|                                         | Mietshaus in geschlossener Bebauung | Krausenstraße 28 (Karte)                           | 1901 | Späthistoristisch, baugeschichtliche Bedeutung. Viergeschossig gelber Klinkerbau, davon ein hohes geputztes Sockelgeschoss mit Hauseingang, fünf Achsen, rechts zweiachsiger Seitenrisalit bekrönt von Blendgiebel, die Fenster der beiden Hauptgeschosse durch Lisenen optisch zusammengefügt, zwischen erstem und zweitem Obergeschoss Schmuckfelder mit Fruchtgirlanden unter Sohlbänken, drittes Obergeschoss mit kleiner Lisenengliederung, Gewände mit Vögeln und floralem Reliefdekor (Jugendstil), Dachgeschoss bei Sanierung verändert. | 09247410 |
|                                         | Mietshaus in geschlossener Bebauung in Ecklage | Krausenstraße 29 (Karte)                           | 1901 | Architekt Louis Linke, historisierender Bau der Stadterweiterung um 1900, bildprägend und baugeschichtliche Bedeutung. Dreigeschossiger gelber Klinkerbau mit Dachausbau, mit geputztem Erdgeschoss (Nutung, Segmentbogenöffnungen) auf Sockel, Haustür über beide Zonen (zweiflügelig, Oberlicht), die Fenster der Hauptgeschosse stuckverziert. Stark ornamentierte einachsige Straßeneckbetonung (Ädikulen bzw. flache Erker mit Balustrade), Stuckelemente (vor allem Spiegel) mit Jugendstilornament. | 09246083 |
|                                         | Mietshaus in geschlossener Bebauung | Krausenstraße 30 (Karte)                           | Um 1900 | Zeittypischer späthistoristischer Stadterweiterungsbau, vor allem baugeschichtlich relevant. Dreigeschossiger gelber Klinkerbau mit fünf Achsen, auf Sockelzone mit seitlicher Haustür, die Fenster der beiden Hauptgeschosse optisch durch umlaufende Stuckrahmung zusammengefügt, über Gurtgesims zweites Obergeschoss mit gerade verdachten Fenstern, seitlicher dreiachsiger Giebel mit Rundbogenabschluss. | 09246079 |
|                                         | Mietshaus in geschlossener Bebauung | Krausenstraße 32 (Karte)                           | 1901 | Späthistoristischer Stadterweiterungsbau der Zeit um 1900, baugeschichtliche Relevanz. Dreigeschossig, auf hohem Sockel, dieser und das Hochparterre geputzt, letzteres mit Nutung, seitliche Haustür mit Oberlicht über beide Zonen und mit Lünette bekrönt, die beiden Obergeschosse roter Klinker, die Fenster ornamental putz- und stuckgerahmt (u. a. Spiegel), profiliertes Traufgesims, mehrere liegende Gaupen (einige nicht bauzeitlich, die zentralen mit Fachwerkgestaltung). | 09246078 |
|                                         | Mietshaus in geschlossener Bebauung | Krausenstraße 33 (Karte)                           | Um 1905 | Typisches Gebäude der Stadterweiterung um 1900 mit bemerkenswerter Jugendstilverzierung der Haustür, baugeschichtliche Bedeutung. Sechsachsiger, dreigeschossiger Putzbau auf hohem Sockel, Seitenrisalit endet im Dachbereich mit geschweiftem Giebel, über dem Erdgeschoss Gurtgesims, die beiden Geschosse darüber mit einfacher Lisenengliederung, die Bekrönung der mittigen Haustür aufwändig stuckiert (Widderkopf, vom Jugendstil beeinflusste Blattmotive). | 09246081 |
|                                         | Mietshaus in geschlossener Bebauung mit Einfriedung und Toreinfahrt | Krausenstraße 34 (Karte)                           | 1902 | Kaiserzeittypischer Klinkerbau mit Jugendstilelementen, baugeschichtlicher Wert. Dreigeschossiger und fünfachsiger gelber Klinkerbau, Sockel orangeroter Klinker, Fenster Erdgeschoss segmentbogig, in den Geschossen darüber mit gerader Verdachung, Hausecke geschweift übergiebelt. Den Hauptakzent der Fassade liefert aber der rechte Seitenrisalit mit Hauseingang und Treppenhaus: die vier übereinander liegenden Öffnungen werden durch Putz- und Stuckelemente mit reicher, vom Jugendstil beeinflusster Verzierung optisch verbunden, links noch beide Pfeiler der Toreinfahrt erhalten (mit Löwenköpfen). | 09246077 |
|                                         | Mietshaus in geschlossener Bebauung | Leißnerstraße 35 (Karte)                           | 1893 | Zeittypischer spätgründerzeitlicher Klinkerbau der Stadterweiterung, baugeschichtlich von Bedeutung. Dreigeschossiger, fünfachsiger gelber Klinkerbau mit dreiachsigem Dachausbau, Erdgeschoss mit hellem Sockel und seitlicher Haustür, Segmentbogenöffnungen, die Verdachungen der Obergeschoss-Fenster mit einfachsten Stuckelementen. | 09246446 |
|                                         | Mietshaus in geschlossener Bebauung | Leißnerstraße 37 (Karte)                           | 1894 | Zeittypischer spätgründerzeitlicher Klinkerbau der Stadterweiterung, baugeschichtlich von Bedeutung. Dreigeschossiger, fünfachsiger gelber Klinkerbau mit dreiachsigem Dachausbau, Erdgeschoss mit hellem Sockel und seitlicher Haustür, Segmentbogenöffnungen, die Verdachungen der Obergeschoss-Fenster mit einfachsten Stuckelementen. | 09246445 |
|                                         | Mietshaus in geschlossener Bebauung | Leißnerstraße 38 (Karte)                           | 1893 | Zeittypischer spätgründerzeitlicher Klinkerbau, von baugeschichtlichem Wert. Dreigeschossiger Klinker-Putz-Bau, fünf Achsen, Erdgeschoss Putz mit Putznutung, unter Gurtgesims Putzstuckverzierungen, Fensterverdachungen im rotklinkrigen mit gebrochenem Segmentgiebel und wellenförmiger Verdachung, eventuell. Bombenschaden, Fenster und Haustür original, stehende Gauben mit Satteldächern. | 09246441 |
|                                         | Mietshaus in geschlossener Bebauung | Leißnerstraße 39 (Karte)                           | 1894 | Spätgründerzeitlicher einfacher Klinkerbau der zeitgenössischen Stadterweiterung. Dreigeschossiger gelber Klinkerbau mit Betonverzierungen, fünf Achsen, kräftiges Gurtgesims, im ersten Obergeschoss waagerechte Fensterverdachung und Dreieckgiebel, schlichte Verzierungen der Fensterbrüstungen, dreiachsiger Dachausbau, historistische zweiflüglige Haustür mit Ziervergitterung und Oberlicht. | 09246444 |
|                                         | Mietshaus in geschlossener Bebauung | Leißnerstraße 40 (Karte)                           | 1895 | Zeittypischer spätgründerzeitlicher Klinkerbau der Stadterweiterung, vor allem baugeschichtliche Bedeutung. Dreigeschossige fünfachsige orangerote Klinkerfassade auf Putzsockel, seitlicher Eingang, alle Fenster mit geradem Sturz, im ersten Obergeschoss Fensterverdachung durch Segmentbögen und Dreieckgiebel, im zweiten Obergeschoss wellenförmige Verdachung, Gestaltung ähnlich dem Nachbarhaus. | 09246442 |
|                                         | Mietshaus in Ecklage in geschlossener Bebauung | Leißnerstraße 42 (Karte)                           | 1897 | Mit Laden, zeittypischer Klinkerbau der Stadterweiterung, von baugeschichtlichem Wert. Dreigeschossiger orangeroter Klinkerbau, Haustür seitlich, Eckerker, Fensterverdachung durch Dreieckgiebel, kräftiges helles Traufgesims, polygonale Eckausbildung viergeschossig, Gauben als Schleppgauben ausgebildet. | 09246443 |
|                                         | Mietshaus in geschlossener Bebauung | Leißnerstraße 50 (Karte)                           | 1906 | Zeittypischer Putzbau der Stadterweiterung, baugeschichtliche Bedeutung. Viergeschossig, Klinker-Putz-Mischbauweise, Putznutung im Erdgeschoss (dort große Segmentbogenfenster wie für Ladengeschäft) und zwischen Fenstern des ersten Obergeschosses, roter Klinker in beiden Obergeschossen, Dachgestaltung durch dreiachsigen Volutengiebel, seitlich von Obelisken flankiert, Haustür original (?), Fenster mit T-Sprossung im ursprünglichen Sinne. | 09246449 |
|                                         | Mietshaus in geschlossener Bebauung | Leißnerstraße 52 (Karte)                           | 1905 | Zeittypisches Gebäude der Stadterweiterung um 1900, baugeschichtliche Bedeutung. Dreigeschossig und fünfachsig, Fassade in Klinker-Putz-Mischbauweise, Haustür zweiflüglig mit Oberlicht original, Putznutung im Erdgeschoss, Kopfdarstellungen als Schlussstein, verzierte Fenstergewände, Dreieckgiebelverdachung im ersten Obergeschoss, waagerechte Fensterverdachung mit Vorhangbögen im zweiten Obergeschoss, zweiachsiger Dacherker flankiert von Pilastern und abgeschlossen durch Segmentbogen. | 09246450 |
|                                         | Mietshaus in geschlossener Bebauung | Leißnerstraße 54 (Karte)                           | 1904 | Zeittypischer Bau der Ortserweiterung um 1900, baugeschichtlich relevant. Dreigeschossiger und fünfachsiger Bau mit Fassade in Putz-Klinker-Bauweise, Erdgeschoss verputzt mit segmentbogigen Öffnungen und seitlichem Eingang, über kräftigem Gurtgesims zwei Obergeschosse aus rotem Klinker, der durch die Putz- und Stuckrahmungsfelder der Fenster wie Kolossallisenen wirken, erstes Obergeschoss mit Dreiecksverdachungen, zweites Obergeschoss durch Vorhangbögen, zentraler zweiachsiger Klinkergiebel mit Rundbogenabschluss. | 09246451 |
|                                         | Mietshaus in geschlossener Bebauung | Leißnerstraße 55 (Karte)                           | 1900 | Einfacher zeittypischer Klinkerbau der Stadterweiterung um 1900, baugeschichtlich relevant. Dreigeschossiger und fünfachsiger gelber Klinkerbau, Gesimse vermutlich abgeschlagen, zentraler Eingang, Fenster alle mit geradem Sturz, einfachste Fassadengestaltung, fünf stehende Gaupen. | 09246456 |
|                                         | Mietshaus in Ecklage in geschlossener Bebauung | Leißnerstraße 56 (Karte)                           | 1904 | Mit Laden, Bau des Späthistorismus, von baugeschichtlicher Bedeutung. Viergeschossiger, fünfachsiger Bau mit verputztem Erdgeschoss (mit Laden und seitlicher Haustür), darüber drei Geschosse mit roter Klinkerfassade, darin Fenster mit geradem Sturz, Vorhangbögen, Dreieckverdachungen und dazwischen ornamentierte Putzspiegel (u. a.mit Zahnschnitt), die Klinkerflächen wirken durch die von ihnen abgesetzten Putz- und Stuckelemente wire Kolossallisenen. | 09246452 |
|                                         | Mietshaus in Ecklage in geschlossener Bebauung | Martin-Luther-Straße 1 (Karte)                     | 1903 | Recht aufwändig gegliederter Klinkerbau des Späthistorismus, baugeschichtliche Bedeutung und bildprägend. Viergeschossiger gelber Klinkerbau auf rotem Sockel, mit dreigeschossigem, stark dekoriertem einachsigen Eckerker als zentraler Vertikale, der im Dachaufbau als Giebel in Form einer Tempelfront endet, die verschieden gerahmten Fenster der Klinkerwände sind durch Felder mit fantasievollen, vom Jugendstil beeinflussten Gusssteinfiguren ergänzt. | 09246412 |
|                                         | Mietshaus in geschlossener Bebauung | Martin-Luther-Straße 3 (Karte)                     | 1901 | Historisierender zeittypischer Klinkerbau, baugeschichtliche Bedeutung. Viergeschossig, mit gelber Klinkerfassade, die mit Putz- und Stuckelementen abgesetzt ist, vierachsig, seitlicher Eingang, Gurtgesims trennt Erdgeschoss optisch ab, Dreiecks-Fensterverdachungen, Putzspiegel, Traufgesims, drei stehende Gaupen. | 09246479 |
|                                         | Mietshaus in geschlossener Bebauung | Martin-Luther-Straße 5 (Karte)                     | 1901 | Historisierender zeittypischer Klinkerbau, baugeschichtliche Bedeutung. Viergeschossiger und sechsachsiger Bau mit orangegelber Klinkerfassade, das Erdgeschoss mit Segmentbogenöffnungen und Toreinfahrt rechts, optisch getrennt durch kräftiges Gurtgesims, die drei Obergeschosse mit verschiedenen standardisierten Fensterbekrönungen, die Vertikale über dem Eingang betont durch gekuppelte Fenster und bekröntem Giebelaufbau, daneben fünf neue stehende Gaupen. | 09246478 |
|                                         | Mietshaus in geschlossener Bebauung | Martin-Luther-Straße 7 (Karte)                     | 1900 | Historisierender zeittypischer Klinkerbau von baugeschichtlicher Bedeutung. Viergeschossig, fünf Achsen, links Seitenrisalit über zwei Achsen, erstes Obergeschoss mit Fensterbekrönung durch Dreieckgiebel und waagerechtes Gebälk, Schlusssteine und Kopfdarstellungen, schöne, reich verzierte zweiflüglige Haustür mit Oberlicht, Gauben mit Schwebegiebel und Krüppelwalmdach, zweiachsiger Dacherker, waagerecht abschließend mit Bekrönung. | 09246477 |
|                                         | Mietshaus in Ecklage in geschlossener Bebauung | Martin-Luther-Straße 9 (Karte)                     | 1901 | Zeittypischer bildprägenderkerbau der Stadterweiterung, baugeschichtliche Bedeutung. Viergeschossiger und vierachsiger gelber Klinkerbau mit weiteren drei Achsen der Eckbetonung, einachsige Abschrägung bekrönt von kleinem Schmuckgiebel, auf Sockel mit Putznutung durch kräftiges Gurtgesims von den Obergeschossen optisch abgetrenntes Erdgeschoss, die Fenster mit Gussstein gerahmt, teils florale Bekrönung, teils solche mit Köpfen, flaches französisches Dach mit 5+1 stehenden kleinen Gaupen. | 09246471 |
|                                         | Mietshaus in geschlossener Bebauung | Martin-Luther-Straße 11 (Karte)                    | 1900 | Zeittypischer Klinkerbau der Stadterweiterung, von baugeschichtlicher Bedeutung. Viergeschossiger roter Klinkerbau, fünf Achsen, Fensterverdachungen durch Dreieckgiebel und waagerechtes Gebälk, Betonung der Mittelachse durch zentralen Eingang mit Bekrönung durch Dreiecksgiebel, auch die Fenster darüber durch Bekrönung hervorgehoben, Traufgesims mit Kragsteinen, flaches Dach mit fünf neuen stehenden Gaupen. | 09246472 |
|                                         | Mietshaus in halboffener Bebauung | Martin-Luther-Straße 12 (Karte)                    | 1903 | Architektonisch qualitätvolles Gebäude von baugeschichtlicher Bedeutung. Viergeschossiger Putzbau mit polygonalem 3+2-achsigem übergiebeltem Eckrisalit, flankiert von weiterem dreigeschossigen Erker auf dreieckigem Grundriss, Fenster mit reich verzierten Rahmungen, Fenstergewände porphyrfarben, Jugendstilverzierungen teils floral, teils abstrakt ornamentiert, Fachwerkzierelemente am Dacherker, Fenster mit Sprossenteilung der Oberlichter, heute erneuert, Haustür aus Erbauungszeit, Erdgeschoss mit großen Bogenfenstern, im zweiten Obergeschoss wiederholt. | 09246470 |
|                                         | Mietshaus in geschlossener Bebauung | Martin-Luther-Straße 13 (Karte)                    | 1900 | Mit Laden, zeittypischer historisierender Klinkerbau der Stadterweiterung, von baugeschichtlicher Bedeutung. Viergeschossig, fünf Achsen, roter Klinker, zentrale Haustür original erhalten, Ladenzone verändert, die Mittelvertikale betont durch Tür- und Fensterbekrönungen, teils durch Dreiecksgiebel, teils durch sparsam floralen Zementguss, Traufgesims mit Kragsteinen, flaches Dach mit sechs stehenden Gaupen. | 09246473 |
|                                         | Mietshaus in geschlossener Bebauung | Martin-Luther-Straße 14 (Karte)                    | 1902 | Architektonisch qualitätvoller Putzbau von baugeschichtlichem Wert. Viergeschossiger Putzbau mit porphyrfarbenen Fensterrahmungen und Zierfachwerk, Seitenrisalit mit Drillingsfenstern und Erker zwischen erstem und zweitem Obergeschoss bestimmen die von der Symmetrie weg tendierende Fassade, Eg mit großen Bogenfenster, die sich segmentbogig im zweiten Obergeschoss wiederholen, Jugendstilverzierungen an Brüstungen der Fenster, an Türen, Fenstern usw., Fachwerkverzierungen am Dacherker. | 09246469 |
|                                         | Mietshaus in geschlossener Bebauung | Martin-Luther-Straße 15 (Karte)                    | 1902 | Zeittypische historisierende Klinker-Putz-Fassade, baugeschichtliche Relevanz. Viergeschossig, fünf Achsen, Putzquaderung im Erdgeschoss, dort Segmentbogenöffnungen und seitliche Haustür, kräftiges Gurtgesims, die drei Obergeschosse darüber mit rotem Klinker und Putzgestaltung der Fensterrahmungenrüstungen, gotisierende Verzierungen wie Vorhangbögen und Dreipass, flaches Dach mit stehenden Gaupen. | 09246474 |
|                                         | Mietshaus in geschlossener Bebauung | Martin-Luther-Straße 16 (Karte)                    | 1903 | Historisierender Bau der Stadterweiterungsphase, baugeschichtliche Relevanz. Viergeschossig, breite zehn achsige Straßenfront, Putznutung Erdgeschoss auf verputztem Sockel, Eingang gestalterisch betont mit Kopfmotiv als Schlussstein, flankiert von Halbsäulen, Fenster der Obergeschosse durch Sohlbänke, Brüstungsreliefs und Bekrönungen zu Bändern zusammengefasst, dadurch werden die Klinkerflächen zur Kolossalordnung, dreigeschossiger und zweiachsiger Erker, im Dachgeschoss als Balkon ausgebildet. | 09246468 |
|                                         | Mietshaus in geschlossener Bebauung | Martin-Luther-Straße 17 (Karte)                    | 1903 | Zeittypischer historisierender Bau der Stadterweiterungsphase, baugeschichtliche Bedeutung. Viergeschossig, fünfachsig, über Erdgeschoss mit Putzrustika (Segmentbogenöffnungen, seitlicher Eingang) und kräftigem Gurtgesims drei Geschosse mit rotem Klinker, Fensterrahmungen durch Putz- und Stuckformen (gotisierende Elemente wie Dreipass, Vorhangbögen, ornamentierte Putzspiegel), zentrales zweiachsiges Dachhäuschen mit Dreiecksgiebelung, daneben jeweils stehende Gaupe. | 09246475 |
|                                         | Mietshaus in Ecklage in geschlossener Bebauung | Martin-Luther-Straße 18 (Karte)                    | 1900 | Zeittypischer historisierender Klinkerbau der Stadterweiterung von baugeschichtlichem Wert. Vier- und dreigeschossiger gelber Klinkerbau, über Eck hervorspringend, die Ecke als vierachsiger Risalit durch zusätzliches Geschoss betont, gediegene Gestaltung durch das Erdgeschoss optisch abtrennende Gurtgesims, das mit Kragsteinen versetzte Traufgesims unter leicht vorspringendem Dach (viele stehende kleine Gaupen), zurückhaltende Eckrustika, Fensterbekrönungen in Putzgestaltung und Stuckierung (Dreiecksgiebel, ornamentale Verzierungen), seitlicher Eingang mit veränderter Haustür. | 09246467 |
|                                         | Mietshaus in geschlossener Bebauung | Martin-Luther-Straße 20 (Karte)                    | Um 1900 | Zeittypischer historisierender Klinkerbau der Stadterweiterung, baugeschichtliche Bedeutung. Viergeschossiger und fünfachsiger hellgelber Klinkerbau, schlichte flache Fassade mit Standard-Fensterbekrönungen, seitlicher Eingang mit veränderter Haustür, kräftiges Traufgesims, fünf stehende Gaupen. | 09246466 |
|                                         | Mietshaus in geschlossener Bebauung | Martin-Luther-Straße 22 (Karte)                    | 1899 | Zeittypischer historistischer Klinkerbau der Stadterweiterung, baugeschichtliche Bedeutung. Viergeschossig, fünfachsig, gelber Klinkerbau mit flacher Fassade, Standard-Fensterbekrönungen mit Stuckornament, vorkragende Traufe, fünf stehende Gaupen. | 09246465 |
|                                         | Mietshaus in geschlossener Bebauung | Martin-Luther-Straße 24 (Karte)                    | 1900 | Mit Laden, zeittypisches historisierendes Gebäude der Stadterweiterung, baugeschichtliche Relevanz. Viergeschossige gelbe Klinkerfassade, fünf Achsen plus zweiachsiger linker Seitenrisalit mit gekuppelten Fenstern, dort Toreinfahrt (zweiflügelige Tür mit Oberlicht), daneben weiterer Eingang, großteils bogige Fensterbekrönungen, vergleichsweise aufwändiges Stuckornament (floral, Köpfe etc.), kräftigesTraufgesims, unpassender Dachausbau in späterer Zeit. | 09246464 |
| Weitere Bilder                          | Doppelmietshaus in geschlossener Bebauung | Martin-Luther-Straße 26, 28 (Karte)                | 1900 | Breite bildprägende Klinkerfassade des Späthistorismus, baugeschichtliche Bedeutung. Viergeschossiger gelber Klinkerbau mit putzgequadertem Erdgeschoss, elfachsige Fassade, durch breitere Fenster und zweigeschossigen flachen Erker gekennzeichnete, durch Übergiebelung betonte Mittelachse, die Seiten ebenfalls übergiebelt, links schönes Tor mit Ziergittern, weiterer Eingang, zwischen zweitem und drittem Obergeschoss breite Zementbrüstung mit kleinteiligem Ornament über die sieben mittleren Achsen, Mittelachse dort mit Balkon, Ornament auch an Fensterbekrönungen und Konsol-Putzspiegeln, Gaupen mit Krüppelwalmdach. | 09246463 |
|                                         | Mietshaus in Ecklage in geschlossener Bebauung | Martin-Luther-Straße 27 (Karte)                    | Um 1895 | Zeittypischer, bildprägender Klinkerbau der Stadterweiterung, baugeschichtliche Bedeutung. Dreigeschossiger gelber Klinkerbau, die Ecksituation durch jeweils gekuppelte Fenster und eingeschossigen Aufbau akzentuiert, weitere drei und vier einfache Achsen (regelmäßige Rechteckfenster), kräftiges Gurtgesims zwischen Erdgeschoss und Obergeschossen, weitere waagerechte Betonung durch unterbrochene Putzbänder, teilweise Dreieckgiebelverdachung, vorspringendes Traufgesims, einzeln stehende Gauben mit Satteldach, Hauseingang seitlich. | 09247612 |
|                                         | Mietshaus in geschlossener Bebauung | Martin-Luther-Straße 29 (Karte)                    | 1894 | Zeitgenössischer Klinkerbau der Stadterweiterung, baugeschichtliche Bedeutung. Dreigeschossiger gelber Klinkerbau, fünf Achsen, kräftiges Gurtgesims zwischen Erdgeschoss (dort zentraler Eingang) und Obergeschossen, die Rechteckfenster der Obergeschosse bekrönt mit Dreiecksgiebeln sowie Segmentbögen, dreiachsiger, gerade abgeschlossener Dacherker, flankiert von zwei einzeln stehenden Gauben mit Satteldach. | 09247613 |
|                                         | Mietshaus in geschlossener Bebauung | Martin-Luther-Straße 30 (Karte)                    | 1903 | Historisierender Klinkerbau der Stadterweiterung, baugeschichtlich von Bedeutung. Viergeschossiger roter Klinkerbau mit in Putznutung gehaltenem, hohem Erdgeschoss, sechs Achsen, seitlicher Eingang, Fassade akzentuiert durch zum Teil Gusssteinbalustraden bzw. bogigen und dreieckigen Fensterverdachungen, seitliches dreiecksgegiebeltes Dachhaus. | 09246461 |
|                                         | Mietshaus in geschlossener Bebauung | Martin-Luther-Straße 31 (Karte)                    | 1895 | Schlichter zeittypischer Klinkerbau der Stadterweiterung, baugeschichtliche Relevanz. Dreigeschossig, gelbe Klinker, fünf Achsen, Gurtgesims zwischen Erdgeschoss und Obergeschoss, Hauseingang (Toreinfahrt) seitlich, Erdgeschoss und zweites Obergeschoss mit waagerechten Fensterverdachungen, erstes Obergeschoss mit Dreieckgiebelverdachung, Satteldach, alle Gaupen durch Dachliegefenster ersetzt. | 09247614 |
|                                         | Mietshaus in geschlossener Bebauung | Max-Planck-Straße 63 (Karte)                       | Um 1895 | Zeittypischer Klinkerbau der Stadterweiterung, baugeschichtliche Relevanz. Dreigeschossige, fünfachsige rote Klinkerfassade, kräftiges Putz-Klinker-Gesims trennt Erdgeschoss von den Obergeschossen optisch ab, zentraler Eingang, Putzrahmungen der Öffnungen, waagerechte Verdachungen, zum Teil mit Dreiecksgiebeln, Mansarddach mit fünf Schleppgauben. | 09247231 |
| Weitere Bilder                          | Pauluskirche | Pauluskirchplatz 1 (Karte)                         | 1895–1897 | Neugotischer, roter Klinkerbau von künstlerischem, baugeschichtlichem und ortsbildprägendem Wert. Entstand nach den Plänen von Georg Weidenbach (Leipzig), mit dem Ziel, neben der Johanniskirche und der Lutherkirche ein drittes evangelisches Gotteshaus zu errichten. Mit gestalterischen Sandsteinelementen (vor allem die Rahmungen der Spitzbogenfenster), Westturm auf quadratischem Grundriss, mit Uhren und heute reduziertem Helm (Turm ursprünglich 73 m hoch). Breite, kapellenartige Querschiffe, das südliche mit eigenem Pyramidendach. Rundbogiger romanisierender Eingangsvorbau, ursprünglich flankiert von den Statuen Petri und Pauli (letztere nicht erhalten), darüber Rose; polygonaler Chor. 1903–1920 als Garnisonskirche genutzt. Nach schweren Zerstörungen 1945 bis 1957 vereinfacht wieder aufgebaut, die heutige Ausstattung ebenfalls aus dieser Zeit. Bauzeitlich erhalten aber Buntglasfenster mit Szenen aus dem Leben des Paulus. Mehrere Sanierungen zwischen 1985 und 2003. | 09246439 |
|                                         | Ehemaliges Bahnpostamt, heute Postamt | Pausaer Straße 1, 3 (Karte)                        | Um 1930 | Elegante, durch kubische Baumassen definierte, singuläre Anlage mit starken Einflüssen der Klassischen Moderne, ortsgeschichtliche und besondere baugeschichtliche Bedeutung. Viergeschossiger dunkelroter Klinkerbau mit an der Straßenseite zurücksprindem Erdgeschoss (hier Rampe), das oberste Geschoss von Haupt- und Seitenbau mit weißem Putz – dadurch und durch Einfügung eines Treppenbaues mit vertikaler Ausrichtung elegante Erscheinung. Die zeitgenössische Auffassung der Wand als Fläche manifestiert sich in den wandbündigen Öffnungen, deren Reihung auch ein Band bewirkt. U-förmige Anlage durch Lage und Kubatur bestimmend für Straßenraum. | 09246700 |
|                                         | Geschäftshaus, später Weberei | Pausaer Straße 22 (Karte)                          | 1910 | Markanter, den Straßenraum prägender Putzbau, vermutlich mit Stahlskelettkonstruktion, ortsgeschichtliche und baugeschichtliche Bedeutung. 1910 Neubau eines Geschäftshauses datiert Fa Gustav Seifert, ab 1911 Vermietung an Fa. Gustav Langer & Co. aus Reichenbach, ab 1924 Madrasweberei G. Methner, Fabrikanbau (Geschossbau) für Jaquardwebmaschinen, 1932 Fa. Willy Hallbauer, Verchromungsanstalt, 1977 VEB Galvanik Plauen. Viergeschossiger Massivbau, Obergeschosse mit Lisenen optisch zusammengefasst, Erdgeschoss mit Putznutung, dort Fensteröffnungen durch Korbbögen abschließend, Hauseingang zurückgesetzt mit Ziervergitterung und Uhr, Mansarddach mit interessantem hechtartigem Ausbau, Fassadengestaltung und größtenteils Fenster original erhalten. | 09246701 |
|                                         | Mietshaus in Ecklage | Pausaer Straße 52 (Karte)                          | 1899 | Mächtiger Baukörper mit spätgründerzeitlich anmutendem Dekor, baugeschichtlich von Bedeutung. Dreigeschossiger gelber Klinkerbau mit fast geschosshohen zusätzlichen Dachausbauten (einige ersetzt durch Nachkriegsprovisorien), Gestaltung durch Mehrzahl von rechteckigen und polygonalen Erkern, Balkonen und Dachhäusern, Fensterverdachungen durch waagerechte Gebälke bzw. Dreieckgiebel, Gurtgesims, zum Teil Reliefs an Fensterbrüstungen z. B. Zweischneuß sowie figurale und florale Motive, Pilaster, Hauseingang seitlich, ursprünglich mit Laden im Erdgeschoss. | 09246702 |
|                                         | Mietshaus in geschlossener Bebauung | Pausaer Straße 54 (Karte)                          | 1899 | Stadterweiterungsbau in zeitgenössischen historisierenden Formen, u. a. baugeschichtliche Bedeutung. Dreigeschossiger gelber Klinkerbau auf hohem Sockel, sechs Achsen, auf der linken Seite mit gekuppelten Fenstern und Erker mit Balkon, Eingang mit zweiflügeliger Tür mit Oberlicht rechts, konventionelle Fensterverdachungen gerade oder dreiecksgegiebelt, die zwei seitlichen Achsen jeweils durch Dachhaus mit Bogenöffnungen abgeschlossen. | 09246703 |
|                                         | Mietshaus in geschlossener Bebauung in Ecklage | Rähnisstraße 35 (Karte)                            | 1896 | Mit Laden, zeittypischer Klinkerhausbau von baugeschichtlicher Relevanz. Dreigeschossiger gelber Klinkerbau mit dreiachsigem Aufbau über Eck, einfache Fassadengliederung, Fensterverdachung mit waagerechtem Gebälk und Dreieckgiebel im ersten Obergeschoss, Putzbänder. | 09246108 |
|                                         | Mietshaus in geschlossener Bebauung | Rähnisstraße 42 (Karte)                            | 1890 | Schlichter Putzbau der Stadterweiterung, baugeschichtliche Bedeutung. Dreigeschossiger, vierachsiger Bau mit Putzfassade, Fensterverdachung durch waagerechtes Gebälk und Segmentbögen, geputztes Gurtgesims trennt Erdgeschoss optisch ab, zweiachsiges zentrales Dachhaus. | 09246395 |
|                                         | Mietshaus in geschlossener Bebauung | Rähnisstraße 44 (Karte)                            | 1888 | Zeittypischer historisierender Putzbau der Stadterweiterung von baugeschichtlicher Bedeutung. Dreigeschossiger Putzbau, die Geschosse optisch durch Gurtgesimse getrennt, rundbogiges Tor im flachen Seitenrisalit seitlich sowie Rundbogenfenster Erdgeschoss, Fenster im ersten Obergeschoss bekrönt durch florale Reliefdarstellungen und eine Kopfdarstellung, Fassade etwas vereinfacht, vier kleine stehende Gaupen. | 09246396 |
|                                         | Mietshaus in geschlossener Bebauung | Rähnisstraße 45 (Karte)                            | 1888 | Entworfen von Hermann Stöhr, historisierendes Zeugnis der späten Gründerzeit, baugeschichtlich relevant. Dreigeschossiger vierachsiger Putzbau, Putznutung im Erdgeschoss, dort rechts Eingang mit etwas jüngerer zweiflügeliger Haustür, die Geschosse optisch durch Gurtgesimse getrennt, zweites Obergeschoss mit waagerechter Fensterverdachung, im ersten Obergeschoss Fensterverdachung durch Dreieckgiebel und waagerechtes Gebälk, vier stehende Dachgaupen. | 09246397 |
|                                         | Mietshaus in geschlossener Bebauung | Rähnisstraße 63 (Karte)                            | 1911 | Putzbau mit Einflüssen des Reformstils, baugeschichtliche Relevanz. Viergeschossiger neunachsiger Putzbau, die beiden Obergeschosse durch kräftiges Gurtgesims von den unteren optisch getrennt, zweiachsiger, im ersten Obergeschoss beginnender, dreigeschossiger flacher Erker leitet zu Seitenrisalit mit mächtigem geschweiften Giebel (mit vier Achsen) über, betonte Asymmetrie der Fassade, Fenster gerahmt mit Putzstuckornamentik (schwungvoll floral, Lambrequins), im Erdgeschoss Geschäftsräume, Haustür unter dem Erker. | 09246440 |
| Weitere Bilder                          | Denkmalanlage für Georg Samuel Dörffel | Rathenauplatz (Karte)                              | 1988 | Zu Ehren des Plauener Kometenforschers Georg Samuel Dörffel, von ortsgeschichtlicher und künstlerischer Bedeutung. Ins Parkgelände des Bärensteins an dominanter Stelle eingeordnete Denkmalanlage. 1988 durch den in Plauen ansässigen Bildhauer und Kunsthistoriker Dr. Rolf Magerkord geschaffen. Dreiseitige, 5 Meter hohe Stele aus Stahlblech (12 mm, gebrannt, geschweißt). Diese Stele trägt einen sich verjüngenden und damit die Form eines Kometen darstellenden Stahlkorb. Um sie befinden sich kreisförmig angeordnete Felsbrocken mit eingeritzten Inschriften. Ausgeführt wurde die Stele durch das Metalleichtbaukombinat Werk Plauen in der Hammerstraße 88 ebenfalls 1988. | 09303257 |
| Weitere Bilder                          | Kopie der Skulptur „Aufsteigender“ | Rathenauplatz (Karte)                              | Guss 1989, Original von 1966–1967                                                                               | Fritz Cremers Original von 1966/67 steht im Park des UNO-Hauptquartiers in New York, künstlerische und geschichtliche Bedeutung. Männliche Bronzefigur mit erhobenem rechten Arm, Guss 1989 nach dem Original von 1966/67. | 09303258 |
| Weitere Bilder                          | Oberer Bahnhof Plauen (Vogtl.): Empfangsgebäude (Nr. 2) mit Verbindungsgang und Aufgängen zu den Bahnsteigen der Eisenbahn, Wandbild in der Empfangshalle und weiterer fester bauzeitlicher Ausstattung, Verbindungstrakt zum Busbahnhof mit Büro-, Speise- und Sozialräumen (Nr. 10), Freifläche mit Treppenanlage vor dem Empfangsgebäude (mit OdF-Gedenktafel Paul Dittmann) sowie dem Empfangsgebäude vorgelagerte gärtnerische Freiflächengestaltung, auf dem Bahngelände in einiger Entfernung historischer Lokschuppen mit Drehscheibe, Wasserkran und originaler Leuchte | Rathenauplatz 2, 10 (Karte)                        | 1970–1973 (Empfangsgebäude); 1973 (Wand- und Deckenbild); 1874 (Lokschuppen); bezeichnet mit 1977 (Drehscheibe) | Einheitlich und nach modernsten Erkenntnissen gestalteter Bahnhof für Eisenbahn und Nahverkehr an der Bahnstrecke Leipzig–Hof (6362, 6377; sä. LH) und der Bahnstrecke Plauen–Cheb (6270; sä. PE), zu seiner Entstehungszeit modernster Bahnhof der DDR. Der an gleicher Stelle befindliche alte Obere Bahnhof wurde 1945 während des Bombenangriffs auf Plauen total zerstört. 1967 Planungen für einen neuen Bahnhof. 1970 begannen die Bauarbeiten für den neuen Oberen Bahnhof, der am 21. Dezember 1973 eingeweiht wurde. Das viergeschossige Empfangsgebäude ist 66 × 48 m lang. Die Fassade wird gegliedert durch große Fensterflächen und türkisfarbene Leichtmetallplatten. Im Inneren des Empfangsgebäudes befindet sich eine großzügige, lichtdurchflutete Empfangshalle mit einer künstlerischen Wandgestaltung der bildenden Künstler Martin Schmidt und Walther Rahm. Im für die Entstehungszeit typischem Stil werden charakteristische Gebäude der Stadt Plauen schematisch dargestellt, ergänzt durch plakativ wirkende Darstellungen der produktiven Arbeit, der Landwirtschaft, der Kunst und des Familienlebens. Im öffentlichen Bereich des Empfangsgebäudes befanden sich die Fahrkartenschalter, die Reiseauskunft, Gepäckabfertigung, sanitäre Anlagen, ein Friseur, ein Blumenladen, eine Mitropaverkaufsstelle, der Intershop, der Bahnhofsdienst des Roten Kreuzes, ein Postamt sowie die Bahnhofsgaststätte mit Selbstbedienungsabteil und gehobenerem Speiserestaurant. Auch wenn sich die Nutzung der Verkaufseinrichtungen teilweise geändert hat, blieben die Verkaufs-, Sanitär- und gastronomisch genutzten Räumlichkeiten weitgehend original erhalten. Auch der Verbindungsgang mit Schaufenstern sowie die Aufgänge zu den Bahnsteigen blieben original erhalten. Diese Anlagenteile sind ebenso wie der Verbindungstrakt zum ehemaligen Busbahnhof mit den zugehörigen Büro-, Sanitär- und möglicherweise gastronomischen Einrichtungen integrale Bestandteile des Bahnhofes Plauen und sind ebenfalls denkmalwürdig. Die Bahnhofsanlage wird ergänzt durch vorgelagerte Terrassen, Freitreppen und Grünanlagen (Gartendenkmal). In einiger Entfernung (Flurstücke 2730/9 und 2730/13) befinden sich als technische Denkmale weiterhin ein Lokschuppen aus der frühen Bahnepoche (ca. 1870, die Maße der Entwurfszeichnung sind noch in Ellen angegeben) und davor eine Drehscheibe aus DDR-Zeit (1977). Zur Anlage gehörig sind auch ein Wasserkran und eine originale Bahnleuchte der DDR-Zeit. | 09301239 |
| Weitere Bilder                          | Ehemaliges Alaunbergwerk | Reichsstraße (Karte)                               | 1542 | Regionalhistorisch bedeutsames technisches Denkmal. Bergwerk zum Abbau von Alaunschiefer, ab 1542 von Marienberger Bergleuten erschlossen, bis ca. 1826 genutzt, Stollen während des Zweiten Weltkriegs als Luftschutzbunker fungierend, seit 1997 für Führungen begehbar. | 09245757 |
|                                         | Mietshaus in geschlossener Bebauung | Reichsstraße 9 (Karte)                             | 1904 | Beispiel früher Reformarchitektur in Plauen, baugeschichtlich von Bedeutung. Viergeschossiger Putzbau mit stark rustiziertem Erdgeschoss (Bossenquaderung), ab erstem Obergeschoss Erker über vier Etagen über rechteckiger Grundfläche. Fensteröffnungen im Erdgeschoss mit polygonem Abschluss, ansonsten Rechteckfensteröffnungen unterschiedlicher Größen (Kastenfenster). Originalputz, am Erker zeittypische Putzstuckverzierungen. Dachaufbau erneuert bzw. nachträglich erweitert. Im Inneren zahlreiche originale Details: Zimmer- und Wohnungstüren, zwischen Treppenläufen der zweiläufigen Treppe sich halbrund öffnende Trennwände mit Eisengeländern, pro Etage eine großzügig bemessene Wohnung mit Innen-WC, Treppenabsätze belegt mit schwarzen und grauen Granitplatten. Kriegseinwirkungen, im Dachgeschoss wurde nach 1945 zusätzlicher Wohnraum geschaffen, wodurch es zur Vergrößerung der Dachaufbauten kam. | 09302334 |
|                                         | Mietshaus in halboffener Bebauung | Reichsstraße 15a (Karte)                           | 1906 | Repräsentatives Bauwerk mit aufwändiger zeittypischer Fassadengestaltung, mit neobarocken Anklängen. Hohes Sockelgeschoss mit rundbogigem Eingang mit Kartusche, darüber vier Geschosse, das Erdgeschoss mit Putznutung, reiche zeittypische Stuckverzierung besonders in den Schmucklisenen (Kartuschen, Rankenwerk) die im Frontgiebel (vier Achsen, Dreiecksabschluss) kulminieren, neubarocke Gestaltung, Frontgiebel über vier Achsen, Dreieckgiebelverdachungen. | 09245947 |
|                                         | Mietshaus in Ecklage in halboffener Bebauung | Reißiger Straße 1 (Karte)                          | 1898 | Historismus der Stadterweiterung um 1900, baugeschichtliche Bedeutung. Dreigeschossiger Putz-Klinker-Bau in Ecklage, die Ecke betont durch schräg gestellten dreigeschossigen Rechteckerker, der im ersten Obergeschoss ansetzt und in den Dachbereich hinein geht, Erdgeschoss und hoher Sockel verputzt, Nutung, Fenster mit Blendbögen, Eingang mit originaler Haustür seitlich, die Hausecke flankiert von gegiebelten Achsen (Abschluss nicht mehr original), hier halbrunder Erker mit Haube, die Obergeschoss-Wände roter Klinker, ornamentale Putz-Stuck-Fensterverkleidungen, kleine stehende Gaupen. | 09246101 |
|                                         | Mietshaus in halboffener Bebauung | Reißiger Straße 7 (Karte)                          | 1897 | Für die Zeit um 1900 typische historisierende Fassade, baugeschichtliche Relevanz. Dreigeschossiger fünfachsiger orangeroter Klinkerbau, unter Gurtgesims gelbes Klinkerband, gelbe Klinker auch an anderen Stellen ornamental eingesetzt, Ladenfenster aus Entstehungszeit, erstes Obergeschoss mit waagerechter Fensterverdachung, originale Gauben. | 09246104 |
|                                         | Mietshaus in halboffener Bebauung | Reißiger Straße 9 (Karte)                          | 1897 | Für die Zeit um 1900 typische historisierende Fassade, baugeschichtliche Relevanz. Dreigeschossiger fünfachsiger orangeroter Klinkerbau, unter Gurtgesims gelbes Klinkerband, gelbe Klinker auch an anderen Stellen ornamental eingesetzt, zentraler Eingang durch Pilasterrahmung und Gebälk „geadelt“, erstes Obergeschoss mit waagerechter Fensterverdachungen, originale Gauben. | 09246105 |
|                                         | Mietshaus in Ecklage in geschlossener Bebauung | Rückertstraße 2a (Karte)                           | 1899–1901 | Mit Laden, zeittypischer Klinkerbau der Ortserweiterung, baugeschichtliche Relevanz, bildprägend. Dreigeschossiger gelber Klinkerbau mit Eckbetonung durch einachsige Schräge (dort Ladeneingang, darüber zweigeschossiger Erker auf rechteckigem Grundriss), die durch Türmchen mit Kegelhelm bekrönt wird, dieses wiederum flankiert von zwei Giebeln, Mansarddach mit Schleppgauben, Fassadengliederung u. a. durch waagerechte Fensterverdachung und Dreieckgiebelverdachung, Fensterbrüstungen mit Reliefs u. a.: Wappendarstellungen und Girlanden, am Erker bezeichnet mit 1900, Inschrift am Haus: „Frieden im Haus Segen voraus“. | 09246704 |
| Direkt Bild zu diesem Denkmal hochladen | Sozial- und Verwaltungsgebäude, Eingangsgebäude, Garten und Außenmauer der Maschinenfabrik WEMA | Schenkendorfstraße 14 (Karte)                      | 1957–1961 | Baugeschichtlich, ortsgeschichtlich und bildprägend von Bedeutung | 09306775 |
|                                         | Wohn- und Geschäftshaus in geschlossener Bebauung | Schildstraße 27 (Karte)                            | 1903 | Zeittypische historisierende Putzfassade der Stadterweiterung, baugeschichtlich von Bedeutung. Dreigeschossiger, sechsachsiger Putzbau, Sockelgeschoss (mit Ziergittern) und Erdgeschoss durch Putznutung zusammengefasst, hier Eingang rechts, verdacht mit Viertelbögen, im Erdgeschoss drei Drillings-Fensterachsen (Thermenfenster) mit kleinerer Entsprechung im Sockelbereich(Farbglas), kräftiges Gurtgesims trennt diese Zone von den Obergeschossen, deren jeweils sechs Achsen durch Putzfelder zusammengefasst werden (am linken Doppeljoch verloren), drei Kolossalpilaster, markentes Traufgesims, kleine Schleppgaupen. | 09246438 |
|                                         | Mietshaus in geschlossener Bebauung | Schildstraße 29 (Karte)                            | 1903 | Zeittypische historisierende Fassade der Stadterweiterung, baugeschichtliche Bedeutung. Dreigeschossiger, sechsachsiger Bau mit hohem Souterrain mit Putz- (Souterrain und Erdgeschoss) und blassgelber Klinkerfassade (die Obergeschosse), voneinander optisch getrennt durch kräftiges Gurtgesims, differenzierte Putzreliefs in der unteren, stuckierte Fensterverdachungen in der oberen Zone, die Rahmungen porphyrfarben, stehende Dachgaupen, Haustür nicht original, Eingangsbekrönung mit Kopf- und Rankenrelief. | 09246437 |
|                                         | Mietshaus in geschlossener Bebauung | Schildstraße 30 (Karte)                            | 1905 | Frühe Einflüsse des Reform- und Landhausstils, von baugeschichtlicher Bedeutung. Putzfassade, dreigeschossig, Dreieckgiebel, Fachwerkzierelement in Obergeschossen, zweigeschossiger Erker auf Kragsteinen zunächst rechteckig, dann polygonal fortgesetzt mit Fachwerk, französischer Balkon mit Steinbrüstung sowie Loggia mit Steinbrüstung, Sockel mit Theumaer Schieferverkleidung, Eingang gestaltet wie Nachbarhaus, volutenartige Verzierungen, Treppenhaus Bleiglasfenster 3geschossige Putzfassade mit betonter Asymmetrie, Eingang links im dunklen Sockelbereich (Theumaer Schiefer), darüber markantes, volutenartig stuckgerahmtes Ochsenauge, Hochparterre mit großen Rundbogenfenstern, zwar gibt es einen großen, die Fassade bekrönenenden Dreieckgiebel, doch wird die Symmetrie aufgelöst durch Erker über Kragsteinen links im zweiten Obergeschoss, darüber Bereich mit Zierfachwerk und Türmchen, auf der rechten Seite werden die Rundbogenfenster in jedem Geschoss fortgeführt, im ersten Obergeschoss mit Balustrade, oben als Loggia mit Balustrade, Treppenhaus Bleiglasfenster. | 09246436 |
|                                         | Mietshaus in geschlossener Bebauung | Schildstraße 31 (Karte)                            | 1904 | Zeugnis des lokalen Späthistorismus, baugeschichtliche Bedeutung. Dreigeschossiger und fünfachsiger Putzbau, über hohem porhyrfarbenen Sockelgeschoss mit Putznutung und seitlicher zweiflügeliger Haustür, darüber Bekrönung mit Kopf, Hochparterre mit Segmentbogenfenstern, verbunden durch zwei Putzbänder, kräftuges Gurtgesims trennt die blassgelb geklinkerten Obergeschosse optisch ab, hier setzt mittig ein zweigeschossiger polygonaler Erker an, der im Traufbereich mit Balkon endet und von dreiachsigem Dachhaus hinterfangen wird, Gestaltungselemente in Form von porphrfarbenen Putzfeldern, kräftig profilierte Traufe, Mansarddach mit zwei stehenden Gaupen. | 09246433 |
|                                         | Mietshaus in geschlossener Bebauung | Schildstraße 32 (Karte)                            | 1905 | Bereits vom Reformstil beeinflusst, baugeschichtliche Relevanz. Dreigeschossiger und vierachsiger Putzbau auf Sockel aus Theumaer Schiefer, links der neobarock dekorierte Eingang mit zweiflügeliger Haustür mit Ziervergitterung, darüber Oculus mit Bleiverglasung (Treppenhaus), im Sockelbereich weitere Ziervergitterungen, rechte Achse in allen Etagen durch Drillingsfenster markiert, im Hochparterre als Thermenfenster, darüber gerade verdacht, im zweiten Obergeschoss wieder bogig, entsprechend die anderen Öffnungen, Gurtgesims trennt zweites Obergeschoss optisch ab, zentraler spitzer Dreiecksgiebel, neben der linken Achse die Symmetrie aufhebender, zweigeschossiger Polygonalerker mit kleiner Haube auf Kragsteinen. | 09246435 |
|                                         | Mietshaus in geschlossener Bebauung | Schildstraße 33 (Karte)                            | 1904 | Späthistoristisches Zeugnis der Stadterweiterung von baugeschichtlichem Wert. Dreigeschossiger und fünfachsiger Putzbau auf hohem rustizierten Sockel, hier seitlich segmentbogiger Eingang mit zweiflügeliger Tür, Schlussstein als Kopf, das Hochparterre verputzt, korbbogige Fensteröffnungen mit gediegener Gusssteinrahmung, die Obergeschosse mit feinem blassgelben Klinkern verkleidet, der mittige Giebel des Dachhauses wird konterkariert durch den aus der Mittelachse gerückten zweigeschossigen Erker, der im oberen Hochparterre ansetzt und im Traufbereich als Balkon endet (schmiedeeisernes Geländer), die Fassade wird weiterhin dekoriert durch Felder mit abstrakt-jugendstiligem Ornament. | 09246432 |
|                                         | Mietshaus in Ecklage in geschlossener Bebauung | Schildstraße 34 (Karte)                            | 1907 | Bildprägender Putzbau mit Einflüssen des frühen Reformstils, von baugeschichtlicher Bedeutung. Viergeschossiger Putzbau mit zunehmendem Gestaltungsaufwand zur Straßenecke hin, das Erdgeschoss mit segmentbogigen Öffnungen, die Gewände mit Nasen, überall Sprossenteilung der Oberlichter, über dem Eingang setzt mittels Kragsteinen ein schwerer zweiachsiger Erker auf rechteckgrundriss an, der dreigeschossig bis in die Dachzone reicht, direkt an der Ecke befindet sich ein weiterer, kleinerer, ebenfalls dreigeschossiger Polygonalerker, die beiden Erker betonen die Ecksituation des Hauses, diese Betonung wird verstärkt durch sich jeweils dahinter befindliche geschweifte Blendgiebel, das oberste Geschoss springt auf einer Hausseite etwas zurück und wird dazu durch ein Gurtgesims optisch abgetrennt, Lisenen und zahlreiche Putzfelder mit Rankendekoration. | 09246434 |
|                                         | Mietshaus in geschlossener Bebauung | Schildstraße 37 (Karte)                            | 1901 | Baugeschichtliche Bedeutung und als Teil eines zeitgleich erbauten Straßenzuges von straßenbildprägendem Wert. Dreigeschossiger, fünfachsiger gelber Klinkerbau mit Erdgeschoss in Putznutung, Erdgeschoss Segmentbogenfenster, Eingang seitlich, Gurtgesims trennt optisch die Obergeschosse ab, dort gerade Fensterstürze und zum Teil Dreiecksverdachungen, Felder mit floraler und abstrakter Putzornamentik, Köpfe. | 09247455 |
|                                         | Mietshaus in geschlossener Bebauung | Schildstraße 39 (Karte)                            | 1901 | Baugeschichtliche Relevanz als Zeugnis der Stadterweiterungsbebauung, straßenbildprägend. Dreigeschossig, fünf Achsen, Klinkerbauweise mit putzgenutetem Erdgeschoss, dort bogige Öffnungen, sonst gerade Stürze, Eingang seitlich, Gurtfgesims trennt optisch die Obergeschosse ab, hier Putzornamentik und zum Teil Dreieckverdachungen der Fenster, leicht vorspringendes Traufgesims mit Konsolsteinen, Mansarddach mit fünf stehenden Gaupen. | 09247456 |
|                                         | Mietshaus in geschlossener Bebauung | Schildstraße 40 (Karte)                            | 1901 | Als Teil eines zeitgleich erbauten Straßenzuges von straßenbildprägendem Wert. Dreigeschossiger, fünfachsiger roter Klinkerbau mit aufwändigen ornamentalen Sandsteinelementen (Gurtgesimse, Fensterbekrönungen: Rankenwerk, Kartuschen, Lambrequins u. a.). Das Erdgeschoss wird optisch durch profiliertes Gurtgesims abgetrennt, hier segmentbogige Öffnungen, in den Obergeschossen mit geradem Sturz. Eingang seitlich, die beiden linken Joch durch großen Blendgiebel im Dachbereich überhöht (korrespondierend mit dem spiegelbildlich adäquaten Nachbarbau Nummer 42). | 09247457 |
|                                         | Mietshaus in geschlossener Bebauung | Schildstraße 41 (Karte)                            | 1902 | Als Teil eines zeitgleich erbauten Straßenzuges von straßenbildprägendem Wert, baugeschichtliche Relevanz. Dreigeschossig mit hohem Sockelgeschoss (Zierputzfelder), fünf Achsen, Mischbauweise aus gelbem Klinker und verputztem Erdgeschoss-Bereich, wie alle Häuser der zeile mit segmentbogigen Erdgeschoss-Öffnungen, geraden Stürzen in den Obergeschossen, zum Teil Dreiecksverdachungen, Putzornamentik. | 09247458 |
|                                         | Mietshaus in geschlossener Bebauung | Schildstraße 42 (Karte)                            | 1901–1902 | Baugeschichtlich relevant und als Teil eines zeitgleich erbauten Straßenzuges von straßenbildprägendem Wert. Dreigeschossiger, fünfachsiger roter Klinkerbau mit aufwändigen ornamentalen Sandsteinelementen (Gurtgesimse, Fensterbekrönungen: Rankenwerk, Kartuschen u. a.). Das Erdgeschoss mit Ladeneinbau wird optisch durch profiliertes Gurtgesims abgetrennt, hier segmentbogige Öffnungen, in den Obergeschossen mit geradem Sturz. Eingang mit originalem Türblatt seitlich, die beiden linken Joch durch großen Blendgiebel im Dachbereich überhöht (korrespondierend mit dem spiegelbildlich adäquaten Nachbarbau Nummer 40). | 09247459 |
|                                         | Mietshaus in geschlossener Bebauung | Schildstraße 43 (Karte)                            | 1902 | Baugeschichtliche Relevanz und als Teil eines zeitgleich erbauten Straßenzuges von straßenbildprägendem Wert. Dreigeschossiger Putz-Klinkerbau auf hohem Sockel, gestalterisch mit den Nachbarhäusern abgestimmt, das putzgenutete Hochparterre mit bogigen Öffnungen ist durch breite Segment-Putzbögen optisch von den mit gelben Klinkern verblendeten Obergeschossen abgetrennt, hier Lisenengliederung und große Dreiecks-Fensterbekrönungen, die jeweils zwei Achsen überspannen, nur die Achse des rundbogigen Hauseingangs ist separat gehalten, auf der anderen Hausseite Überhöhung durch großen Blendgiebel im Dachbereich, korrespondierend mit demjenigen des Nachbarhauses. | 09247460 |
|                                         | Mietshaus in geschlossener Bebauung | Schildstraße 44 (Karte)                            | 1902 | Baugeschichtlich relevant und als Teil eines zeitgleich erbauten Straßenzuges von straßenbildprägendem Wert. Dreigeschossig, fünf Achsen, rote Klinkerfassade, durch abgesetzte Sandsteinelemente (Konsolen, Gurtgesims, Fensterverdachungen, Giebelaufbau) ornamental gestaltet, Erdgeschoss-Fenster segmentbogig, die Geschosse darüber mit geraden Fensterstürzen, zentraler zweiachsiger Dacherker mit Blendgiebel, daneben kleine stehende Gaupen, Eingang seitlich mit vom Jugendstil beeinflusstem Türblatt. | 09247461 |
|                                         | Mietshaus in geschlossener Bebauung | Schildstraße 45 (Karte)                            | 1902 | Baugeschichtlich relevant und als Teil eines zeitgleich erbauten Straßenzuges von straßenbildprägendem Wert. Dreigeschossiger Putz-Klinkerbau auf hohem Sockel, gestalterisch mit den Nachbarhäusern abgestimmt, das putzgenutete Hochparterre mit bogigen Öffnungen ist durch breite Segment-Putzbögen optisch von den mit gelben Klinkern verblendeten Obergeschossen abgetrennt, hier Lisenengliederung und große Dreiecks-Fensterbekrönungen, die jeweils zwei Achsen überspannen, nur die Achse des rundbogigen Hauseingangs ist separat gehalten, auf der anderen Hausseite Überhöhung durch großen Blendgiebel im Dachbereich, korrespondierend mit demjenigen des Nachbarhauses. | 09247462 |
|                                         | Mietshaus in geschlossener Bebauung | Schildstraße 46 (Karte)                            | 1902 | Mit Laden, baugeschichtlich relevant und als Teil eines zeitgleich entstandenen Straßenzuges von straßenbildprägendem Wert. Dreigeschossig, fünf Achsen, roter Klinker mit ornamentalen Sandstein- und Stuckelementen abgesetzt (das Erdgeschoss optisch abtrennende Gurtgesims, Spiegelfelder, Fensterbekrönungen, Giebelaufbau u. a.). Wie bei allen Häusern des Straßenzuges die Erdgeschoss-Öffnungen bogenförmig, die Geschosse darüber mit geradem Sturz, zentraler Dacherker mit Blendgiebel, daneben kleine stehende Gaupen. | 09247463 |
|                                         | Mietshaus in geschlossener Bebauung | Schildstraße 47 (Karte)                            | 1901 | Als Teil eines zeitgleich entstandenen Straßenzuges, von baugeschichtlichem Wert, bildprägend. Dreigeschossiger Putz-Klinkerbau auf hohem Sockel, gestalterisch mit den Nachbarhäusern abgestimmt, das putzgenutete Hochparterre mit bogigen Öffnungen ist durch breite Segment-Putzbögen optisch von den mit gelben Klinkern verblendeten Obergeschossen abgetrennt, hier Lisenengliederung und große Dreiecks-Fensterbekrönungen, die jeweils zwei Achsen überspannen, nur die Achse des rundbogigen Hauseingangs ist separat gehalten, auf der anderen Hausseite Überhöhung durch Blendgiebel im Dachbereich, korrespondierend mit dem Aufbau des Nachbarhauses. | 09247464 |
|                                         | Mietshaus in geschlossener Bebauung | Schildstraße 48 (Karte)                            | 1902 | Mit Laden, als Teil eines zeitgleich entstandenen Straßenzuges von baugeschichtlichem Wert und straßenbildprägend. Wie die Nachbarhäuser dreigeschossig, fünf Achsen, roter Klinker mit Sandstein- und Stuckelementen ornamental abgesetzt (Gurtgesims, Fenster- und Giebelbekrönungen, Felder mit floralem Ornament). Wie im ganzen Straßenzug die Erdgeschoss-Fenster bogig, die anderen mit geradem Sturz, Eingang seitlich, die zwei linken Achsen bekrönt durch Schweifgiebel. | 09247465 |
|                                         | Mietshaus in Ecklage in geschlossener Bebauung | Schildstraße 50 (Karte)                            | 1902 | Repräsentativer Bau in Klinker-Putz-Bauweise von baugeschichtlicher Bedeutung, als Kopfbau eines einheitlichen Straßenzuges stark bildprägend. Viergeschossiger Bau in Ecklage, 4:7 Achsen und zusätzliche drei im hell geputzten polygonalen, um ein Geschoss erhöhten Eckbau. Das durch ein kräftiges Gurtgesims optisch abgetrennte Erdgeschoss mit bogigen Fenstern ebenfalls geputzt, Haustür seitlich, die drei Obergeschosse mit roter Klinkerfassade, durch Putz- und Stuckelemente ornamental abgesetzt, jedem Joch entspricht eine stehende Dachgaupe, der Eckbau mit flachem Pyramidendach. | 09246476 |
|                                         | Mietshaus in geschlossener Bebauung | Schillerstraße 3 (Karte)                           | 1899 | Zeittypisches historisierendes Gebäude der Ortserweiterung, baugeschichtliche Relevanz. Dreigeschossiger orangeroter Klinkerbau mit putzgenutetem Erdgeschoss auf hohem Sockel, 5:2 Achsen, am Sockel Geschäftsinschrift: „Arthur Hofmann Handelgärtner“, bogige Erdgeschoss-Fenster, Gurtgesims trennt das Erdgeschoss optisch ab, die beiden Obergeschosse mit geraden Fensterstürzen, Gusssteinbekrönungen (Vorhangbögen), flaches Walmdach, seitlicher Dacherker mit getrepptem Giebel, profiliertes Traufgesims. | 09246410 |
|                                         | Mietshaus in geschlossener Bebauung | Schillerstraße 5 (Karte)                           | 1898 | Zeittypisches Zeugnis der Ortserweiterung, baugeschichtliche Relevanz. Dreigeschossiger und fünfachsiger gelber Klinkerbau mit Putz- und Betonzierelementen, Eingang mittig, Fensterverdachungen durch waagerechtes Gebälk und Dreieckgiebel im ersten Obergeschoss, florale, reliefartige Verzierungen, Diamantquaderung an Fensterbrüstungen, zweiachsiger Dacherker mit Palladio-Abschluss. rechts | 09246409 |
|                                         | Mietshaus in geschlossener Bebauung | Schillerstraße 7 (Karte)                           | 1898 | Zeittypischer Bestandteil der Ortserweiterung, baugeschichtliche Bedeutung. Dreigeschossiger, fünfachsiger gelber Klinkerbau, Beton- und Putzzierelemente, kräftiges Gurtgesims trennt Erdgeschoss optisch von den Obergeschossen, schöne zentrale zweiflügelige Haustür aus Erbauungszeit, Fensterverdachung durch Dreieckgiebel und waagerechtes Gebälk, bekrönter zweiachsiger Dacherker rechts, drei stehende Gaupen. | 09246408 |
|                                         | Mietshaus in Ecklage in geschlossener Bebauung | Schillerstraße 10 (Karte)                          | 1897 | Mit Laden, historisierendes Zeugnis der Ortserweiterung, baugeschichtliche Bedeutung. Dreigeschossiger orangeroter Klinkerbau von 5:1:4 Achsen, mit dreiachsigem Dachaufbau als Eckbetonung, Putzsockel und Putz-Stuck-Zierelemente (Erdgeschoss optisch abtrennendes Gurtgesims, Fensterbekrönungen, Spiegel, zweigeschossiger verzierter Eckerker auf Kragsteinen, mit Zwiebelhaube), Erdgeschoss mit bogigen Öffnungen, die im Obergeschoss mit geradem Sturz, zusätzliche Verzierung durch schwarz glasierte Ziegel. | 09246407 |
|                                         | Mietshaus in Ecklage in geschlossener Bebauung | Schillerstraße 12 (Karte)                          | 1901 | Bildprägender historisierender Klinkerbau von baugeschichtlicher Bedeutung. Dreigeschossiger roter Klinkerbau mit 6:4 Achsen, zusätzlicher dreiachsiger Dachaufbau mit Pyramidendach als Eckbetonung (flacher Risalit), Gebäude auf nach unten an Größe zunehmendem Sockel, großer Eingang in Sockel-Erdgeschoss-Zone. Dekorierende Putzelemente: Vorhangbögen im Erdgeschoss, Gurtgesims und weitere waagerechte Bänder, reiche figürliche Stuckverzierung in Dreipässen als Fensterbekrönung im ersten Obergeschoss, sechs kleine stehende Gaupen. | 09246415 |
|                                         | Mietshaus in geschlossener Bebauung | Schillerstraße 14 (Karte)                          | 1900 | Zeittypischer historisierender Klinkerbau, baugeschichtliche Relevanz. Dreigeschossiger roter Klinkerbau von fünf Achsen, Putz-Stuck-Elemente wie Vorhangbögen im Erdgeschoss und reiche Dreipass-Fensterbekrönungen im ersten Obergeschoss wie beim Nachbarbau Nummer 12, zentraler Eingang, Mansarddach mit fünf Schleppgaupen. | 09246416 |
|                                         | Mietshaus in geschlossener Bebauung | Schillerstraße 16 (Karte)                          | Um 1895 | Historisierender Klinkerbau der Stadterweiterung, baugeschichtliche Bedeutung. Dreigeschossiger und fünfachsiger roter Klinkerbau auf dunklem Sockel, zentraler Eingang, helle Putz-Stuck-Elemente (Gurtgesims, Fensterbekrönungen: im Erdgeschoss mit Schlusssteinen in Form von Köpfen, im ersten Obergeschoss mit schmuckvollen geraden Verdachungen: Diamantquader und zentraler Dreiecksgiebel), Mansarddach mit stehenden Gaupen. | 09246417 |
|                                         | Mietshaus in geschlossener Bebauung | Schillerstraße 17 (Karte)                          | 1904 | Ursprünglich mit Laden, repräsentativer, architektonisch qualitätvoll gestalteter Putzbau in gutem Originalzustand, baugeschichtlich von Bedeutung. 1904 erbaute der Architekt Reinhard Hofmann für sich das Mietshaus. Es zeigt charakteristische Gestaltungsmerkmale seiner Erbauungszeit, allerdings finden sich kaum Einflüsse des Jugendstils. Der etwas behäbig wirkende Putzbau erinnert an Burgenarchitektur. Er weist eine regelmäßige Gliederung auf, lediglich der bekrönende Volutengiebel weicht hiervon ab. Prägend für das Erscheinungsbild des Hauses sind die großen mehrteiligen, mit Rundbogen abschließenden Fensteröffnungen im Erdgeschoss sowie der mittig angeordnete Runderker in beiden Obergeschossen. Im hohen Sockelgeschoss befinden sich ein ehemaliger Laden sowie der Hauseingang. Abgeschlossen wird das Gebäude durch ein Mansarddach. Bemerkenswert ist der gute Originalzustand des Hauses. Zum Zeitpunkt der Denkmalerfassungen waren die originale Haustür mit Jugendstildekoration sowie die originalen Fenster mit den zeittypischen gesprossten Oberlichtern ebenso erhalten geblieben, wie Putzstuckdekorationen im Eingangsbereich. Als besonders typischer Mietshausbau in sehr gutem Originalzustand wird das Gebäude zum Beispiel des Wohnhausbaus zu Beginn des 20. Jahrhunderts und erlangt somit einen baugeschichtlichen Wert. Dreigeschossiger Putzbau mit hohem Sockel (Theumaer Schiefer), zweigeschossiger halbrunder Erker mit Haube außerhalb der Mittelachse, hinterfangen von zentralem Dacherker mit Welschem Giebel, im Erdgeschoss große rundbogige Fenster (Thermenfenster), im Türbereich Putzstuckornamentik, Haustür mit Jugendstilverzierung. | 09246419 |
|                                         | Mietshaus in geschlossener Bebauung | Schillerstraße 18 (Karte)                          | 1899 | Zeittypischer historisierender Klinkerbau, Zeugnis der Stadterweiterung, baugeschichtliche Bedeutung. Dreigeschossiger, fünfachsiger roter Klinkerbau, verziert mit hellen Putz-Stuck-Elementen (Fensterbekrönungen, das Erdgeschoss optisch abtrennende Gurtgesims, Traufgesims), Hauseingang seitlich, Fensterverdachungen im ersten Obergeschoss durch waagerechte Verdachung und Dreieckgiebel am Mittelfenster, Mansarddach mit fünf stehenden Gaupen. | 09246418 |
|                                         | Mietshaus in geschlossener Bebauung | Schillerstraße 20 (Karte)                          | Bezeichnet mit 1899                                                                                             | Zeittypischer Klinkerbau der Stadterweiterung, baugeschichtlich relevant. Dreigeschossiger, fünfachsiger roter Klinkerbau, mit hellen Putz-Stuck-Elementen ornamental abgesetzt, zentraler Eingang mit originaler zweiflügeliger Haustür mit Oberlicht, darüber dreiecksbekrönter Fries mit Jahreszahl, die Erdgeschoss-Fenster mit Rauputz-Sturz und Schlusssteinen, kräftiges Gurtgesims trennt Erdgeschoss optisch ab, Fensterverdachung waagerecht im ersten Obergeschoss, am mittleren Fenster Segmentbogenverdachung, im Bogenfeld über Fenstern figürliche Schmuckreliefs, Gauben mit Pyramidenhelm. | 09246420 |
|                                         | Mietshaus in Ecklage in geschlossener Bebauung | Schillerstraße 26 (Karte)                          | 1899 | Bildprägender zeittypischer Klinkerbau, ehemals mit Gaststätte, u. a. von baugeschichtlicher Bedeutung. Dreigeschossiger in Putz-Klinker-Mischbauweise, 3:4 Achsen plus drei Achsen polygonale Eckgestaltung, auf dunklem Sockel Erdgeschoss mit heller genuteter Putzgestaltung, über Gurtgesims zwei Obergeschosse plus mit Sprenggesims bekrönter Dachaufbau in orangerotem Klinker. Helle Stuck-Putz-Sandsteinelemente: am Eckrisalit Fensterverdachungen durch Dreieckgiebel mit Zahnschnitt im ersten Obergeschoss, im zweiten Obergeschoss mit stilisiertem Sprenggiebel, Gaupen mit Pyramidenhelm. | 09246421 |
|                                         | Mietshaus in geschlossener Bebauung | Schillerstraße 28 (Karte)                          | Um 1895 | Zeittypischer historisierender Bau der Ortserweiterung, baugeschichtliche Bedeutung. Dreigeschossiger, fünfachsiger roter Klinkerbau, ornamentale Gestaltung durch Gussstein-Stuck-Elemente (Fensterbekrönungen mit Schlusssteinen, Köpfen, Bögen), kräftiges Gurtgesims trennt Erdgeschoss optisch ab, über profiliertem Traufgesims Mansarddach mit fünf stehenden Gaupen, Eingang an der loinken Seite. | 09246427 |
|                                         | Mietshaus in geschlossener Bebauung | Schillerstraße 30 (Karte)                          | 1898 | Zeittypischer historisierender Bau der Stadterweiterung, baugeschichtliche Bedeutung. Dreigeschossiger, fünfachsiger roter Klinkerbau mit hellen Gussstein-Stuck-Applikationen, stark Gurtgesimse zwischen Sockel und Erdgeschoss sowie zwischen Erdgeschoss und den Obergeschossen, Haustür seitlich rechts, zweiflügelige Haustür mit Oberlicht, die Fenster mit Schlusssteinen, besonders ornamental ausgeprägt im ersten Obergeschoss: behelmte Köpfe, darüber Bogen, im zweiten Obergeschoss diese Bekrönungen durch leere Segmentbögen, stehende Gaupen. | 09246428 |
|                                         | Mietshaus in Ecklage in geschlossener Bebauung | Schillerstraße 31 (Karte)                          | 1904 | Bildprägendes historisierendes Zeugnis der Stadterweiterung, baugeschichtliche Bedeutung. 4:3:5 Achsen, dreigeschossig auf hohem Sockelgeschoss, die Straßeneckgestaltung durch polygonalen dreiachsigen Risalit mit zusätzlichem Dachgeschoss, die seitlichen Fenster dort gekuppelt, die Eckachse mit je einem Balkon im ersten und zweiten Obergeschoss (verzierte schmiedeeiserne Gitter), Erdgeschoss Glattputz, die Obergeschosse mit weiß glasierten Blendziegeln, Erdgeschoss und die Obergeschosse durch Gurtgesims optisch getrennt, die Fensterrahmungen in dunklem Gussstein mit ornamentaler, vom Jugendstil beeinflusster Gestaltung, besonders reiche und figürliche Fensterbekrönungen über den gen. gekuppelten Fenstern, die Obergeschoss-Öffnungen auch verbunden durch Putzfelder mit abstraktem Ornament, stehende kleine Gaupen mit Krüppelwalmdach. | 09246431 |
|                                         | Mietshaus in geschlossener Bebauung | Schillerstraße 33 (Karte)                          | 1903 | Historisierendes Gebäude der Stadterweiterung, baugeschichtliche Bedeutung. Dreigeschossig, fünfachsig, segmentbogiger, reich stuckbekrönter Eingang (Kopf als Schlussstein) seitlich in der Sockelzone mit Putznutung, von Gurtgesimsen optisch gerahmtes Hochparterre in Glattputz, mit korbbogigen Öffnungen, darunter markante Felder mit floralen Motiven und Pfauendarstellung, die Fenster getrennt durch seitliche geometrische Putzfelder, erstes Obergeschoss mit waagerechter Fensterverdachung und wellenförmiger Verdachung in Mitte, verziert mit Kopfdarstellung, aufwändiges Kranzgesims mit volutenartigen Kragsteinen, Gauben original mit Krüppelwalmdächern. | 09246430 |
|                                         | Mietshaus in geschlossener Bebauung | Schillerstraße 35 (Karte)                          | 1905 | Architektonisch anspruchsvoller Späthistorismus, baugeschichtliche Bedeutung. Viergeschossiger Putzbau mit neun Achsen, die Symmetrie betont durch zwei schwere zweiachsige und dreigeschossige Erker auf rechteckigem Grundriss, ansetzend mit Kragsteinen über dem dadurch gedrungen wirkenden Erdgeschoss mit Putznutung, im Dachbereich hinterfangen von zwei dreiecksgegiebelten Erkern mit Bogenfriesornament, die Mittelachse akzentuiert mit runden Balkonen in allen Obergeschossen, aufwändiges Spiel mit bogigen und geraden Öffnungen, die beiden Außenachsen jeweils mit ruhigen geraden Fensterstürzen im zweiten und dritten Obergeschoss, zusätzliche Betonung der ersten Geschosse der Erker durch Dreiecksgiebel-Bekrönung, im Erdgeschoss große seitliche, segmentbogige Einfahrt, innen Jugendstil-Kachelöfen, Stuckdecken und „Laufender Hund“-Fries im Treppenhaus. | 09246429 |
|                                         | Mietshaus in Ecklage in geschlossener Bebauung | Schillerstraße 36 (Karte)                          | 1898 | Bildprägender historisierender Bau der Stadterweiterung, baugeschichtliche Bedeutung. Dreigeschossiger roter Klinkerbau, viergeschossiger Eckrisalit polygonal ausgebildet, besonders hier helle Gestaltungselemente in Form von Fensterrahmungen, Eckbossierung, im ersten Obergeschoss Dreieckgiebelverdachung, auch Seitenrisalit mit dreieckig abschließendem Frontgiebel, seitlicher Eingang, der die Ecke akzentuierende Dachaufbau bekrönt durch französisch anmutendes Mansarddach, darin gestaltend drei stehende Gaupen, Erdgeschoss und traufe mit kräftigen Gurtgesimsen. | 09246448 |
|                                         | Mietshaus in geschlossener Bebauung | Seumestraße 2 (Karte)                              | 1898 | Zeittypischer historisierender Klinkerbau, baugeschichtlicher Wert. Fünfachsiger, dreigeschossiger roter Klinkerbau, Erdgeschoss mit segmentbogigen Öffnungen, die zweiflügelige Haustür mit Oberlicht zentral, Gurtgesimse (über Erdgeschoss verstärkt) trennen die Geschosse optisch voneinander, die Obergeschoss-Öffnungen mit geradem Sturz, fünf Gaupen, Putz-Stuck-Verzierungen als Fensterbekrönungen (Schlusssteine, Vorhangbögen etc.), innen Eingangsbereich mit Stuckdecke (florale Malerei) und mit Landschaft bemalter Wand (wohl nicht original). | 09247237 |
|                                         | Mietshaus in geschlossener Bebauung | Seumestraße 3 (Karte)                              | 1899 | Historisierender Klinkerbau der Stadterweiterung, baugeschichtlich von Bedeutung. Dreigeschossiger gelber Klinkerbau auf hohem Sockel, breit gelagertes Gebäude von zehn Achsen, Gurtgesims über Erdgeschoss verstärkt die Horizontale, seitlich große einflüglige und rundbogige Eingangstür mit Oberlicht, Erdgeschoss und Sockelgeschoss Fenstervergitterungen, Mansarddach, sieben Gauben mit verziertem Schwebegiebel. | 09247235 |
|                                         | Mietshaus in geschlossener Bebauung | Seumestraße 4 (Karte)                              | 1899 | Historisierender Klinkerbau der Stadterweiterung, baugeschichtlich von Bedeutung. Dreigeschossiger und sechsachsiger Klinkerbau mit Putz-Stuck-Verzierungen um die Fensterbereiche, Erdgeschoss Segmentbogenöffnungen, neben Haustür mit schönem Türblatt und Oberlicht segmentbogige große Einfahrt in flachem Seitenrisalit über zwei Achsen, Gurtgesims über dem Erdgeschoss wiederholt sich vereinfacht zwischen erstem und zweitem Obergeschoss und im Traufbereich, Mansarddach, Gauben mit Walmdach vereinfacht, Seitenrisalit mit Dreieckgiebelverdachungen im ersten Obergeschoss. | 09247236 |
|                                         | Mietshaus in geschlossener Bebauung | Seumestraße 7 (Karte)                              | 1901 | Dreigeschossiger, zeittypisch gestalteter Klinkerbau, baugeschichtlich relevant. Dreigeschossiger gelber Klinkerbau mit fünf bis sechs Achsen, die rechte Achse als flacher Risalit mit großer Einfahrt durch gekuppelte Fenster betont und mit Dachhaus bekrönt, Putz- und Stuckelemente (Fensterrahmungen, Gurtgesims, im ersten Obergeschoss Dreiecksverdachungen, Putzspiegel, Traufgesims) mit gestaltender Funktion, neben dem Dachhäuschen vier kleine stehende Gaupen. | 09247234 |
|                                         | Mietshaus in Ecklage in geschlossener Bebauung | Seumestraße 11 (Karte)                             | 1903 | Mit Laden, bildprägendes Zeugnis des Späthistorismus, von baugeschichtlicher Bedeutung. Dreigeschossiger Bau mit starker Eckbetonung durch vorspringenden polygonalen, dreiachsigen und durch zusätzliches Dachgeschoss gekennzeichneten Risalit, die schräg gestellte Mittelachse türmchenbekrönt (Pyramidenhelm), dieser geputzte Risalit mit reicher floraler Verzierung, ansonsten fünf und sechs Achsen, Erdgeschoss mit Ladeneingang in Mittelachse in Putznutung und von den Obergeschossen durch kräftiges Gurtgesims optisch getrennt, zwischen den Fenstern des ersten und zweiten Obergeschosses Putzspiegel, die die Klinkerpartien zu Kolossalachsen machen, vier und sechs kleine stehende Gaupen. | 09247233 |
| Weitere Bilder                          | Methodistische Erlöserkirche (mit Ausstattung) und Vorplatz mit Einfriedungsmauer, neben der Kirche Gedenkstein für deportierte jüdische Bewohner dieses Wohngebietes | Straße der Deutschen Einheit 1 (Karte)             | 1952–1954 | Zu den wenigen nach 1950 neu errichteten kirchlichen Bauten im Gebiet des Freistaates Sachsen gehörend, erlangt das Bauensemble im Stil des sogenannten Nationalen Kulturerbes mit seiner gestalteten Umgebung große baugeschichtliche, kirchengeschichtliche und künstlerische Bedeutung, der an die deportierten jüdischen Bewohner dieses Plauener Wohngebietes erinnernden Gedenkstein von ortsgeschichtlicher Bedeutung. Große Saalkirche, Putzbau mit dreijochiger Eingangshalle, mit Satteldach und sachlichem Turm mit Laterne und Uhr an der Nordwestecke, innen mit flacher Decke, Westempore, zwei Fenster des flach abschließenden Chores mit Bleiglas, Holzbänke, Kanzel am Pfeiler zwischen Chor und Schiff an Südseite, Taufe, Jehmlich-Orgel, Altartisch. Unmittelbar neben der Kirche steht ein Gedenkstein, der an die während der Zeit des Nationalsozialismus deportierten jüdischen Bewohner dieses Wohngebietes erinnert. Die Vernichtung bzw. Vertreibung jüdischer Einwohner der Stadt Plauen ist ein schmerzliches Kapitel der Plauener Stadtgeschichte. Der größte Teil der Deportierten überlebte den Holocaust nicht bzw. verloren sie ihre Familien und ihre Existenz. Nur wenige jüdische Einwohner Plauens kehrten nach 1945 nach Plauen zurück. Durch diesen Exodus nahm aber auch das Wirtschafts- und Kulturleben der Stadt erheblichen Schaden. Insofern kommt dem an diese Ereignisse erinnernden Gedenkstein eine große ortsgeschichtliche Bedeutung zu. Der Denkmalwert des Kirchenbaus einschließlich des zugehörigen Pfarrhauses und der umgebenden gestalteten Freifläche ergibt sich vorrangig aus der baugeschichtlichen Bedeutung aufgrund der Seltenheit von nach 1945 errichteten kirchlichen Bauten im Osten Deutschlands. Weitere Aspekte des Denkmalwertes sind die baukünstlerische, stadtentwicklungsgeschichtliche und städtebauliche Bedeutung des Ensembles. | 09245994 |
| Weitere Bilder                          | Pfarrhaus der Erlöserkirche | Straße der Deutschen Einheit 3 (Karte)             | 1952–1954 | Nachkriegs-Sachlichkeit, vor allem baugeschichtliche Bedeutung. Dreigeschossiger Putzbau mit glatten Wänden, fünf zu drei bis vier Achsen, mit markanter, durch vier breite, von mit Naturstein verkleideten Pfeilern ausgehende Segmentbögen gekennzeichnete Erdgeschoss-Loggia. Walmdach mit großen segmentbogigen Gaupen, schlichter Bau mit Verbinderbau zu Kirche. | 09245995 |
|                                         | Wohnhaus in geschlossener Bebauung | Stresemannstraße 1 (Karte)                         | Um 1860 | Mit Laden (nachträglich eingebaut), architektonisch qualitätvoller Spätklassizistismus, eines der wenigen original erhaltenen Gebäude der Erstbebauung dieses Stadtgebietes, baugeschichtlich von Bedeutung. Breiter dreigeschossiger und zehnachsiger Putzbau, die Geschosse durch grazile, zwischen erstem und zweitem Obergeschoss mit Rankenfries unterstützte Gurtgesimse markiert, die Symmetrie verstärkt durch zwei Seitenrisalite mit Lisenengliederung und Dreiecksgiebelbekrönung, hier gekuppelte Rundbogenfenster, die übrigen Fenster flach verdacht, im linken Risalit große rundbogige Toreinfahrt, Traufgesims mit Putzkassetten unter leicht überstehendem flachen Dach. | 09245945 |
|                                         | Mietshaus in geschlossener Bebauung | Tischerstraße 11 (Karte)                           | 1897 | Historisierender Klinkerbau der Stadterweiterung, baugeschichtlich von Bedeutung. Dreigeschossiger und fünfachsiger gelber Klinkerbau mit grau gefassten gestalterischen Gusssteinelementen (Fensterrahmungen, Gurtgesimse, Traufgesims), Erdgeschoss mit großer Haustür mit Oberlicht rechts, die vier Segmentbogenfenster mit Rustikaelementen bekrönt und mit Konsolspiegeln versehen, die Fenster des ersten Obergeschosses mit geradem Sturz, aber segmentbogig bekrönt, die Fenster des zweiten Obergeschosses mit gerader Verdachung und drei Dreiecksgiebeln, stehende Dachgaupen nicht original. | 09246401 |
|                                         | Mietshaus in geschlossener Bebauung | Tischerstraße 13 (Karte)                           | 1897 | Mit Laden, historisierendes Zeugnis der Stadterweiterung von baugeschichtlicher Relevanz. Dreigeschossiger und fünfachsiger gelber Klinkerbau, Erdgeschoss mit großem Eingang links und mittigem Ladeneinbau, Eingangsachse betont durch Lisenen und Dachaufbau, Gurtgesims trennt optisch Erdgeschoss von den Obergeschossen, alle Fenster mit geradem Sturz, im ersten Obergeschoss mit Dreiecksgiebel-Verdachung, im Seitenrisalit mit Stuckfüllung, zurückhaltende Öffnungsbekrönungen und Konsolgestaltung durch glasierte Ziegel, vier kleine Gaupen. | 09246400 |
|                                         | Mietshaus in geschlossener Bebauung | Tischerstraße 15 (Karte)                           | 1897 | Historisierende Fassade, baugeschichtliche Relevanz. Dreigeschossiger und fünfachsiger gelber Klinkerbau, das Erdgeschoss mit Segmentbogenöffnungen, großer Eingang seitlich mit historistischen Holztürflügeln und zugesetztem Oberlicht, Gusssteinbekrönungen, kraäftiges Gurtgesims trennt Erdgeschoss von den Obergeschossen, in den Obergeschossen gerade Fensterstürze, im ersten Obergeschoss mit Gusssteinverdachungen und -konsolen, im zweiten Obergeschoss Klinkerbekrönungen, fünf stehende Gaupen. | 09246399 |
|                                         | Mietshaus in geschlossener Bebauung | Tischerstraße 17 (Karte)                           | 1897 | Historisierende Fassade, baugeschichtliche Relevanz. Dreigeschossiger und fünfachsiger gelber Klinkerbau, mittige originale zweiflügl. Haustür mit Oberlicht und Gittern, Sockel verputzt, Erdgeschoss mit gusssteinbekrönten Segmentbogenöffnungen, kräftiges Gurtgesims trennt Erdgeschoss optisch ab, erstes Obergeschoss mit geraden Verdachungen, zweites Obergeschoss mit Klinkerbekrönungen, fünf stehende Gaupen teilweise verändert. | 09246398 |
|                                         | Mietshaus in geschlossener Bebauung | Tischerstraße 36 (Karte)                           | 1897 | Zeittypischer historisierender Klinkerbau von baugeschichtlicher Relevanz. Dreigeschossiger und fünfachsiger gelber Klinkerbau, mit hell geputztem und genuteten Erdgeschoss, mittiger Eingang, kräftiges Gurtgesims trennt Erdgeschoss optisch von den Obergeschossen ab, Obergeschoss-Öffnungen mit geradem Sturz und Betonstein-Verzierungen, flaches Satteldach mit drei (vergrößerten) stehenden Gaupen, der ehemalige Laden zurückgebaut. | 09246405 |
|                                         | Mietshaus in Ecklage in geschlossener Bebauung | Tischerstraße 38 (Karte)                           | 1898 | Mit Laden, bildprägendes Gebäude des Späthistorismus, baugeschichtliche Bedeutung. Stattlicher dreigeschossiger Putz-Klinker-Bau mit Eckbetonung durch aufwändigen Risalit mit bogigen Triplefenstern und durch Dreiecksgiebel bekröntes Dachhaus hinterfangen, genutetes Putz-Erdgeschoss mit großen bogigen Ladenöffnungen, zur Seitenstraße vier Achsen stehender Fenster, die Obergeschosse mit hellrotem Klinker und Gussstein-Fensterrahmungen und Ornamentspiegeln, zusätzlich zum prägenden Risalit je vier Achsen, steiles französisches Dach mit zwei Reihen stehender Gaupen, dem Giebel des Risalits sowie weiterem Dachhaus mit geschweiftem Giebel, Eleganz durch einachsiges Eckfeld ohne Öffnungen, hier vom Traufgesims herunterhängend Lambrequins. | 09246406 |
|                                         | Mietshaus in geschlossener Bebauung | Tischerstraße 40 (Karte)                           | 1902 | Historisierende Fassade, von baugeschichtlicher Relevanz. Dreigeschossiger, fünfachsiger orangeroter Klinkerbau, Fensterbrüstungen und Gebälk über Fenstern mit reliefartigen Verzierungen, Hauseingang in Mitte, Haustür original, Zwischengesimse und Bänder in Sohlbankhöhe, Schmuckfelder an Fensterbrüstungen, waagerechte Fensterverdachungen und Dreieckgiebelverdachungen, Mansarddach mit fünf Holzgauben mit vorkragenden Satteldächern, Hofseite Klinker mit auskragendem Treppenhaus. | 09247406 |
|                                         | Mietshaus in halboffener Bebauung | Vordere Gellertstraße 4 (Karte)                    | 1902 | Zeittypisches Gebäude des Späthistorismus, baugeschichtliche Bedeutung. Dreigeschossiger, siebenachsiger gelber Klinkerbau mit hohem putzgenuteten Erdgeschoss, hier Rundbogenöffnungen mit Schlusssteinen und Putz-Konsolen sowie zentralem Eingang, zweiflüglig mit sprossengeteiltem Oberlicht, kräftiges Gurtgesims trennt die Obergeschosse optisch ab, die zwei Obergeschosse mit geradstürzigen Öffnungen und repräsentativen, vom Jugendstil beeinflussten Putzspiegeln, Zentralachse durch dreiecksgegiebeltem Dachhaus-Abschluss, flaches Walmdach mit zahlreichen stehenden Gaupen, das Gebäude wirkt edel dadurch, dass durch die halboffene Bebauung auch die Seite mit gen. Aufwand gestaltet ist. | 09247183 |
|                                         | Bankgebäude in geschlossener Bebauung | Weststraße 2 (Karte)                               | 1903 | Repräsentativ, mit Anleihen aus Barock und Renaissance, baugeschichtlich und ortsgeschichtlich von Bedeutung. Herrschaftlicher dreigeschossiger Bau mit Werksteinfassade, auf Granitsockel, fünf zu fünf Achsen, im Erdgeschoss mit vergrößerten segmentbogigen Öffnungen (Geschäftsräume), Eckbetonung durch Abrundung und Balustradenbalkons auf Kragsteinen im ersten Obergeschoss, außerdem durch barockisierenden Aufbau über dem mit Knaggen verzierten Traufgesims, auch über Eingang gesprengter volutenartiger Giebel, mit Vasen bekrönt, Reste der Innenausstattung, z. B. Säulen in Schalterhalle. | 09245948 |
|                                         | Mietshaus in halboffener Bebauung | Weststraße 4 (Karte)                               | 1885 | Spätgründerzeitlichen Zeugnis der ersten Ortserweiterung, vor allem von baugeschichtlichem Wert. Dreigeschossig, fünf Achsen, Kellerfenster mit Ziervergitterung, Erdgeschoss Putznutung, Hauseingang seitlich links, Haustür mit halbrundem gesprosstem Oberlicht, sehr flacher einachsiger Seitenrisalit, Segmentbogenfensteröffnungen im Erdgeschoss mit geschweiften Schlusssteinen mit Akanthusblättern dekoriert, beide Obergeschosse mit einzeln stehenden Rechteckfenstern mit waagerechten Fensterverdachungen bzw. Dreieckgiebelverdachungen, im ersten Obergeschoss vorkragende Sohlbänke auf geschweiften Konsolsteinen. | 09302333 |
|                                         | Mietshaus in geschlossener Bebauung mit Einfriedung | Weststraße 22 (Karte)                              | 1898 | Herrschaftlicher Historismusbau, vor allem baugeschichtliche Bedeutung. Dreigeschossiger oranger Klinkerbau mit reichem Fassadendekor, verglaste Holzbalkone, dreigeschossiger erkerartiger Vorbau über drei Achsen mit Balkon als oberer Abschluss, dieser mit Balustradenbrüstung, Zwerchhäuser, Fenster im ersten Obergeschoss reich verziert und bekrönt, Mansarddach mit Ausbauten. | 09246545 |
| Direkt Bild zu diesem Denkmal hochladen | Hauptgebäude der ehemaligen Spitzen- und Konfektionsfabrik Gebrüder Lay | Weststraße 23 (Karte)                              | 1907 | Als repräsentatives neobarockes Denkmal der Textilindustrie und Zeugnis jüdischer Geschichte in Plauen von wirtschafts-, bau- und stadthistorischer Bedeutung | 09306910 |
|                                         | Mietshaus in halboffener Bebauung und in Ecklage | Weststraße 24 (Karte)                              | Um 1905 | Bildprägender historisierender Bau der Stadterweiterung, von baugeschichtlicher Bedeutung. Dreigeschossiger orangeroter Klinkerbau auf rotem Klinkersockel, die Ecke betont durch schräg gestellten Erker, dieser dreigeschossig in Dachfläche hineinragend und so zusätzliches Dachgeschoss (mit gedrückter Haube) bildend, an der Ecke zum Nachbargebäude weiterer schmaler zweigeschossiger Erker, Fassadengestaltung durch Gesimse, Fensterverdachungen mit Dreieckgiebel und waagerechtem Gebälk, die Gauben stehend mit kleinen Satteldächern, Mansarddach mit Schieferdeckung. | 09246546 |
|                                         | Mietshaus in geschlossener Bebauung | Weststraße 34 (Karte)                              | 1896 | Bildprägendes historisierendes Gebäude der Stadterweiterung, von baugeschichtlicher Bedeutung. Dreigeschossiger gelber Klinkerbau auf rotem Sockel, Eckbetonung durch polygonalen dreigeschossigen Erker mit steilem Pyramidenhelm, dadurch und durch die beidseits anschließenden Dachhäuser mit Volutengiebel hier Viergeschossigkeit, Fensterverdachungen waagerecht und durch Dreieckgiebel, im Erdgeschoss Segmentbogenfenster, besonders in der Eckzone Gusssteinornamentik. | 09245983 |
| Weitere Bilder                          | Wohn- und Geschäftshaus in Ecklage in geschlossener Bebauung | Weststraße 36 (Ziegelstraße 42) (Karte)            | 1911 | Entworfen vom Bauunternehmer Otto Taubald für eigene Zwecke, später Spekulationsbau. Einfluss des Reformstils, baugeschichtliche und ortsentwicklungsgeschichtliche Bedeutung. Dreigeschossiger Putzbau mit hoher, stark rustizierter, mit dem Hochparterre kombinierter Sockelzone, darüber zwei Putzobergeschosse mit flachen Erkern und Balkons. Kräftiges Traufgesims und leicht überstehendes steiles Mansarddach, dominierend auch durch zahlreiche gegiebelte Dachhäuschen und Gaupen. | 09245987 |
| Weitere Bilder                          | Dreifachmietshaus in geschlossener Bebauung | Weststraße 38, 40, 42 (Karte)                      | 1898 | Aufwändig historistisch gestaltet, bildprägend und von baugeschichtlicher Bedeutung. Dreigeschossiger langgestreckter gelber Klinkerbau, Viergeschossigkeit im Bereich der drei großen, gliedernden Erker mit Triplefenstern, die auf Kragsteinen über dem Erdgeschoss anlaufen, der rechte Erker (Haus Nummer 38) mit dominantem Pyramidenhelm, die anderen beiden eventuell reduziert, die Erdgeschoss-Fenster und -türen bogig und zum Teil gekuppelt, die Obergeschoss-Fenster mit geraden Stürzen, Fensterverdachung waagerecht und mit Dreiecksgiebeln, Gussstein-Ornamentfelder, Fensterbrüstungen mit eingestellten Docken, originale stehende Gauben, Haustür Nummer 38 original, bei Nummer 40 vereinfacht. | 09245984 |
|                                         | Wohnhaus in offener Bebauung | Weststraße 44 (Karte)                              | 1894 | Villenartiger Bau des Historismus mit klarem Aufriss, von baugeschichtlichem Wert. Zweigeschossiger villenartiger roter Klinkerbau auf Natursteinsockel, mit flachem Walmdach und dreigeschossigem Eckturm auf annähernd quadratischem Grundriss, mit Dach in Form eines Pyramidenstumpfs, drei Achsen zur Straße, der Eingang im Turmanbau, Naturstein-Fenstergewände mit geradem Sturz, linke Achse risalitartig hervorgehoben und durch Eckrustika markiert, waagerechte Fensterverdachungen mit gemauerten Bögen darüber sowie im ersten Obergeschoss mit Dreieckgiebel, die Eleganz des Hauses wird erreicht durch die Proportionen der Baumasse und das Wand-Öffnungs-Verhältnis. | 09245988 |
|                                         | Wohn- und Geschäftshaus in Ecklage und jetzt halboffener Bebauung | Windmühlenstraße 2 (Karte)                         | Um 1895 | Repräsentatives, architektonisch aufwändiges Zeugnis des Historismus, straßenbildprägend und von baugeschichtlicher Bedeutung. Durch Ecklage wichtig für Ortsbild, gute architektonische Qualität, dreigeschossig, Eckhaus, Erker an Ecke, Karyatiden als Fassadenverzierung, originale Gauben, Klinkermischbauweise, Bossenquaderung im Erdgeschoss, im Ladenbereich modernisiert, weitere Elemente Fassadengliederung Pilaster, Putzbänder, gelber Klinker, Dreiecksgiebelchen und waagrechtes Gebälk als Fensterverdachung, ebenso gesprengter Giebel als Fensterverdachung, Kragsteine, reiche ornamentale Fassadenverzierungen, Erker über zwei Geschosse, Fenster vereinfacht und erneuert, Mittelausbau dreigeschossig, Balkons als wichtiges Gliederungselement, diese mit originalen Gittern, weiter Halbsäulen mit schönen Kapitellen, Ladenfläche zweigeschossig, dort große rundbogige Ladenfenster. | 09245745 |
|                                         | Mietshaus in geschlossener Bebauung | Windmühlenstraße 4 (Karte)                         | 1897 | Mit Laden, architektonisch aufwändig gestaltetes Wohn- und Geschäftshaus des Historismus, baugeschichtliche Bedeutung. Dreigeschossiger Putz-Klinker-Bau, fünf Achsen, Betonung der Mittelachse durch Frontgiebel über zwei Achsen und rundbogiges gebundenes Fenster, die Horizontale gestaltet durch mittigen französischen Balkon und fetter neobarocker Bekrönung der Fenster des ersten Obergeschosses, im Erdgeschoss Putzquaderung, Laden verändert, die Obergeschosse mit hellbrauner Klinkerfassade. | 09245744 |
|                                         | Mietshaus in geschlossener Bebauung | Windmühlenstraße 20 (Karte)                        | Bezeichnet mit 1900                                                                                             | Aufwändig gestaltetes späthistoristisches Gebäude, von baugeschichtlichem Wert. Über Tür bezeichnet mit „R. W. 1900“ im Wappen, zweigeschossiger dunkelweißer Klinkerbau mit leicht hervortretendem Mittelrisalit, Mittelrisalit mit eingeschossigem Erker am zweiten Obergeschoss, darüber großer zentraler Dreiecksgiebel, Fenster mit Sprossenteilung der Oberlichter (quadratische Teilung) teilw. erhalten, im Erdgeschoss Dreieckgiebelfensterverdachung, Sandsteinverkleidungen und Sandsteinquaderung am Risalit, Jugendstilmotive, weiter gebundenes Fenster, Wappendarstellung, Gaupen verändert, im Treppenhausbereich vereinfacht, schöne Jugendstilhaustür mit Vergitterung und Sprossenteilung des Oberlichtes, hohes Sockelgeschoss mit vergitterten Fenstern aus Erbauungszeit. | 09245946 |
|                                         | Mietshaus in geschlossener Bebauung | Windmühlenstraße 22 (Karte)                        | 1871 | Eleganter spätklassizistischer Bau von baugeschichtlicher Bedeutung. Dreigeschossiger und sechsachsiger Putzbau, die Fenster der Mittelachse gekuppelt und im ersten Obergeschoss mit appliziertem Dreieck bekrönt, Erdgeschoss mit Segmentbögen, die Haustürzone mit Putznutung, Gurtgesims, darunter Mäanderfries, drei neue vergrößerte Gaupen. | 09247467 |
| Weitere Bilder                          | Wohnhaus in offener Bebauung und in Ecklage | Windmühlenstraße 26 (Karte)                        | 1876 | Eleganter spätklassizistischer Bau von baugeschichtlicher Bedeutung. Zweigeschossiger, breit gelagerter und tiefer zweigeschossiger Putzbau mit dreigeschossigem, von Dreiecksgiebel bekröntem Mittelrisalit, Pilastergliederung, Erdgeschoss mit bekrönten Bogenöffnungenfenstern, Gurtgesims, die Obergeschoss-Fenster mit gerader Verdachung, im Giebeltympanon Okulus, große rundbogige Gaupen des Walmdaches nicht bauzeitlich. | 09245951 |
| Weitere Bilder                          | Kindertagesstätte | Windmühlenstraße 33 (Karte)                        | 1955 | Noch recht authentisches Zeugnis der von den Ideen des „Nationalen Kulturerbes“ beeinflussten Nachkriegsarchitektur der DDR, u. a. baugeschichtliche Bedeutung. Zweigeschossiger Putzbau mit tiefem Baukörper und schiefergedecktem Walmdach ohne Ausbauten, wandbündige vierflügelige Fenster, Hauptfassade rhythmisiert durch flachen Rechteckerker mit liegenden Fenstern sowie durch Wechsel von Engständen zu weiteren Abständen der Öffnungen, Naturstein-Freitreppe führt auf der Schmalseite zum segmentbogigen Haupteingang mit Portikus (Balkon). | 09306601 |

## Ehemalige Denkmäler
| Bild | Bezeichnung                                            | Lage                            | Datierung | Beschreibung                                                         | ID |
| ---- | ------------------------------------------------------ | ------------------------------- | --------- | -------------------------------------------------------------------- | -- |
|      | Wohnhaus in halboffener Bebauung und Ecklage           | Eugen-Fritsch-Straße 23 (Karte) | Um 1900   | 2013 abgerissen                                                      |    |
|      | Wohnhaus in halboffener Bebauung und Ecklage mit Laden | Seumestraße 10 (Karte)          | Um 1900   | Nach 2009 von der Denkmalliste gestrichen                            |    |
|      | Wohnhaus in geschlossener Bebauung                     | Stresemannstraße 1a (Karte)     | Um 1900   | Dreigeschossig, mit Laden; nach 2009 von der Denkmalliste gestrichen |    |
|      | Wohnhaus in geschlossener Bebauung                     | Stresemannstraße 3 (Karte)      | Um 1900   | Dreigeschossig, mit Laden; nach 2009 von der Denkmalliste gestrichen |    |

## Tabellenlegende
- Bild: Bild des Kulturdenkmals, ggf. zusätzlich mit einem Link zu weiteren Fotos des Kulturdenkmals im Medienarchiv Wikimedia Commons. Wenn man auf das Kamerasymbol klickt, können Fotos zu Kulturdenkmalen aus dieser Liste hochgeladen werden:
- Bezeichnung: Denkmalgeschützte Objekte und ggf. Bauwerksname des Kulturdenkmals
- Lage: Straßenname und Hausnummer oder Flurstücknummer des Kulturdenkmals. Die Grundsortierung der Liste erfolgt nach dieser Adresse. Der Link (Karte) führt zu verschiedenen Kartendiensten mit der Position des Kulturdenkmals. Fehlt dieser Link, wurden die Koordinaten noch nicht eingetragen. Sind diese bekannt, können sie über ein Tool mit einer Kartenansicht einfach nachgetragen werden. In dieser Kartenansicht sind Kulturdenkmale ohne Koordinaten mit einem roten bzw. orangen Marker dargestellt und können durch Verschieben auf die richtige Position in der Karte mit Koordinaten versehen werden. Kulturdenkmale ohne Bild sind an einem blauen bzw. roten Marker erkennbar.
- Datierung: Baubeginn, Fertigstellung, Datum der Erstnennung oder grobe zeitliche Einordnung entsprechend des Eintrags in der sächsischen Denkmaldatenbank
- Beschreibung: Kurzcharakteristik des Kulturdenkmals entsprechend des Eintrags in der sächsischen Denkmaldatenbank, ggf. ergänzt durch die dort nur selten veröffentlichten Erfassungstexte oder zusätzliche Informationen
- ID: Vom Landesamt für Denkmalpflege Sachsen vergebene, das Kulturdenkmal eindeutig identifizierende Objekt-Nummer. Der Link führt zum PDF-Denkmaldokument des Landesamtes für Denkmalpflege Sachsen. Bei ehemaligen Kulturdenkmalen können die Objektnummern unbekannt sein und deshalb fehlen bzw. die Links von aus der Datenbank entfernten Objektnummern ins Leere führen. Ein ggf. vorhandenes Icon  führt zu den Angaben des Kulturdenkmals bei Wikidata.

## Ausführliche Denkmaltexte
1. ↑  Erlöserkirche Plauen (Stadt Plauen, Untere Denkmalschutzbehörde in Zusammenarbeit mit dem Vogtlandmuseum Plauen und den Plauener Kirchgemeinden, Faltblatt zum Tag des offenen Denkmals 9. September 2007):

„1891/92 erfolgte an der Weststraße 1 der Bau der Zionskirche, der bis zur Zerstörung am 5. April 1945 der methodistischen Gemeinde als Gemeindezentrum diente. In Klinkerbauweise mit gotisierenden Formen errichtet in der äußeren Art eines Schlossbaues, folgte er einem vielfach ähnlich realisierten Bautyp. Nach einer interimistisch genutzten Barackenkirche an der Gustav-Adolf-Straße 12 begann nach vorheriger Schuttberäumung am 9. Juli 1951 der Neubau der Kirche auf den Grundstücken der Ziegelstraße 1/3 und Gottschaldstraße 29 mit städtebaulichem Bezug zum Albertplatz (damals Platz der Roten Armee). Architekt Paulus Zeuner, Zwickau-Planitz, lieferte mehrere Entwurfsvarianten und wurde mit der Planung und Leitung des Kirchenneubaues beauftragt. Am Pfingstsonntag 1954 erfolgte die feierliche Weihe. Der schlichte, aber großzügige Saalbau mit Satteldach enthält im Untergeschoss die Gemeinderäume. Dem Saal ist ein dreiachsiger Portikus mit Treppenaufgang vorgestellt. Zum Platz hin flankiert ein quadratischer Turm mit Laternenaufbau den Baukörper und gibt ihm städtebauliches Gewicht. Der Kirche ist platzraumbildend das Pfarrhaus zugeordnet. Der Kirchenraum besitzt unverändert die komplette qualitätvolle Ausstattung der Erbauungszeit, der als baukünstlerischer Äußerung der fünfziger Jahre hohe Bedeutung zukommt.“